# Literatura catalana
La literatura catalana és literatura escrita en català sense atendre al lloc o l'origen de l'autor. Es divideix en tres grans períodes: l'esplendor medieval (on destaca el Segle d'Or Valencià), la Decadència (on, per motius polítics i per l'esplendor del Segle d'Or Espanyol, el castellà va fer minvar l'ús del català com a llengua de cultura) i la literatura contemporània, on el català i el castellà cohabiten, amb els problemes que això comporta, com a llengües de cultura, sobretot a Catalunya, al País Valencià i a les Illes Balears; a la Catalunya del Nord, en canvi, el català cohabita amb el francès, però la situació del català hi és ja extrema quant a la seva supervivència. La literatura andorrana forma part també de la literatura catalana.

## Els inicis de la literatura catalana
La llengua catalana s'origina a partir del llatí vulgar introduït pels romans el segle ii aC al nord-est de la península Ibèrica i al sud de la Gàl·lia Narbonesa. L'evolució del llatí vulgar a les primeres formes del romanç català va ser gradual. Per aquest motiu, el criteri que cal seguir per delimitar la divisió entre aquests dos és la consciència que la modalitat oral que fan servir és diferent de la forma que fan servir en l'escriptura. Això, probablement es va produir a partir del segle viii amb la renovatio carolingia que restablí l'ús del llatí culte a l'administració. Així doncs, a partir del segle viii ja hi ha indicis de l'ús oral, del català i la consciència que allò que es parla és diferent del llatí vulgar.
Al segle ix es van començar a introduir en els textos escrits les llengües romàniques diferenciades del llatí, la llengua culta europea i també l'eclesiàstica. Aquest procés va culminar, en la llengua catalana, a mitjan segle xiii, quan va aparèixer per primera vegada literatura escrita. Concretament, entre els segles xi i xiii van aparèixer dues obres escrites ja en llengua vulgar: el Llibre jutge o Liber iudicum, del segle xii —la traducció d'una compilació de lleis visigòtiques en llatí— i les Homilies d'Organyà, de començament del segle xiii, que són predicacions en romanç. Dos textos que representen respectivament l'estructura feudal i l'Església, els dos pilars fonamentals de l'ordre social de l'època.
La primera poesia en llengua vulgar a Europa es feu en llengua occitana. Tot i això, la llengua dels trobadors no es pot identificar amb cap dialecte en concret sinó que es tracta d'una koiné que incorpora elements de diversos dialectes. Aquesta llengua supradialectal es va estendre per les corts nobiliàries de tota Occitània, i d'aquí, arribà al nord d'Itàlia, a Catalunya, Aragó, Navarra, Castella, Portugal, Sicília i a l'Imperi Romà d'Orient. Aquesta koiné trobadoresca serà la llengua de la poesia des del segle xi fins a ple segle xv amb Ausiàs March.

### Els primers testimonis de català escrit

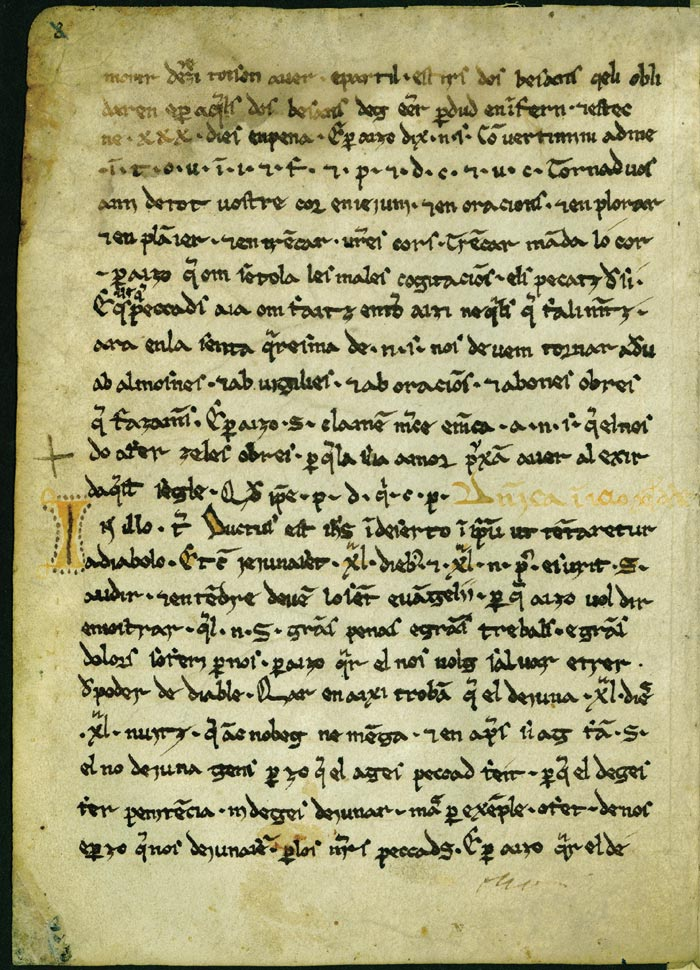
Les Homilies d'Organyà

Les paraules i construccions catalanes en documents quotidians com testaments, actes o vendes s'observen a partir del segle ix. Aquest fet indica que la llengua oral del qui redactava l'escrit era ben diferent d'aquella en què s'escrivia. Les paraules en romanç català —més o menys llatinitzats— són topònims, antropònims, objectes domèstics, mesures, eines agrícoles, és a dir, elements i conceptes pels quals no hi ha o no se'n coneix una forma equivalent en llatí. Això confirma que el romanç català era la llengua de transmissió oral en aquest moment.
Així doncs, en aquesta època van apareixent de manera progressiva: grafies que reflecteixen l'evolució del català respecte el llatí (comannar i comanar, amb la reducció del grup consonàntic llatí nd, «commandare»), topònims evolucionats de manera gairebé completa del llatí (Ferrera del llatí «ferraria» o Rialbo del llatí «rivo albo»), noms comuns en romanç català (achaptaràs «adquiriràs», baglia «batllia», consel «consell», engan «engany», torre, maiola «vinya jove», etc.). Més endavant, fragments cada cop més extensos en català com el fragment d'un text d'Organyà datat de 1034: «moreres iii et oliver i et noguer I et amendolers iiii et pruners et figuers» («tres moreres i una olivera i una noguera i quatre ametllers i pruneres i figueres»).
Els primers documents feudals escrits en català es troben al segle xi. Entre els textos més antics que es conserven totalment en català hi ha el Jurament de Radulf Oriol (1028–1047), els Greuges de Guitard Isarn, senyor de Caboet (1080–1095) i Jurament de pau i treva del comte Pere Ramon de Pallars Jussà al bisbe d'Urgell (1098). El segle xii trobem altres documents feudals com els Greuges dels homes de Sant Pere de Graudescales i els Greuges dels Homes d'Hostafrancs de Sió, que com els Greuges de Guitard Isarn, procedeixen del Bisbat d'Urgell.
A mitjan segle xii trobem els primers documents redactats íntegrament en català com el Llibre Jutge, una traducció al català d'una recopilació de dret visigòtic en llatí del segle anterior. El manuscrit, conservat a la Biblioteca del Monestir de Montserrat, data d'entre el 1180 i el 1190 i es tracta d'una còpia de la versió catalana del llibre de la primera meitat del segle xii (ca. 1140). El text, a banda de l'interès jurídic, és important per ser el testimoni més antic d’una prosa netament catalana.
Dos dels primers textos literaris íntegrament en llengua vulgar són el Poema de Boeci (ca. 1000) i la Cançó de Santa Fe (ca. 1050), tots dos en llengua occitana. En llengua catalana, ens haurem d'esperar fins al segle xiii per trobar la primera obra literària escrita originàriament en català: les Homilies d'Organyà. Es tracta d'una col·lecció de sermons conservada en aquesta població alturgellenca que consisteix en uns comentaris en català d'uns passatges de l'Evangeli escrits en llatí. El 813, l'Església decidí en el Concili de Tours que calia traduir les homilies in rusticam Romanam linguam («en llengua romana rústica», és a dir en les llengües vulgars) per tal que els feligresos poguessin comprendre més fàcilment el que es diu a missa. La situació era de diglòssia i el llatí continuava sent la llengua de la cultura i de l'Església, tanmateix, les Homilies d'Organyà i la decisió presa en el Concili de Tours demostren que els capellans s'adreçaven als fidels en vulgar.

## Literatura medieval
Com s'ha vist, entre els segles xi i xii comencen a aparèixer els primers textos en català, sobretot jurídics i religiosos. No serà fins a partir del segle xiii que alguns autors decidiran emprar el català per escriure literatura. Així doncs, de mica en mica, els autors faran servir les llengües vulgars per alguns usos que fins ara estaven reservats al llatí. La primera forma de literatura en llengua vulgar serà la poesia trobadoresca, aquesta serà recitada en occità i alguns dels autors catalans més rellevants són Guillem de Berguedà, Cerverí de Girona o Guillem de Cabestany. Als segles xiii i xiv hi trobem Ramon Llull amb una obra religiosa, filosòfica i moralitzant en llengua catalana; hom el considera el creador del català literari per excel·lència i és el primer autor d'escriure obres científiques en una llengua vulgar. En aquesta època també hi trobarem les Cròniques de Jaume I, Bernat Desclot, Ramon Muntaner i Pere III, uns textos que tot i que en el moment que es van produir tenien com a objectiu narrar uns fets, actualment, hom considera que contenen elements propis de la literatura. Entre els segles xiv i xv, podem destacar-hi la prosa humanista de Bernat Metge amb l'obra Lo somni. Finalment, al segle xv, per diversos motius polítics i econòmics València es convertí en el centre cultural i el nucli de producció literària en la nostra llengua en el que es coneix com a segle d'or valencià, un segle d'esplendor literària en què es produïren novel·les cavalleresques com Tirant lo Blanc i Curial e Güelfa o la poesia d'Ausiàs March.

### La poesia trobadoresca

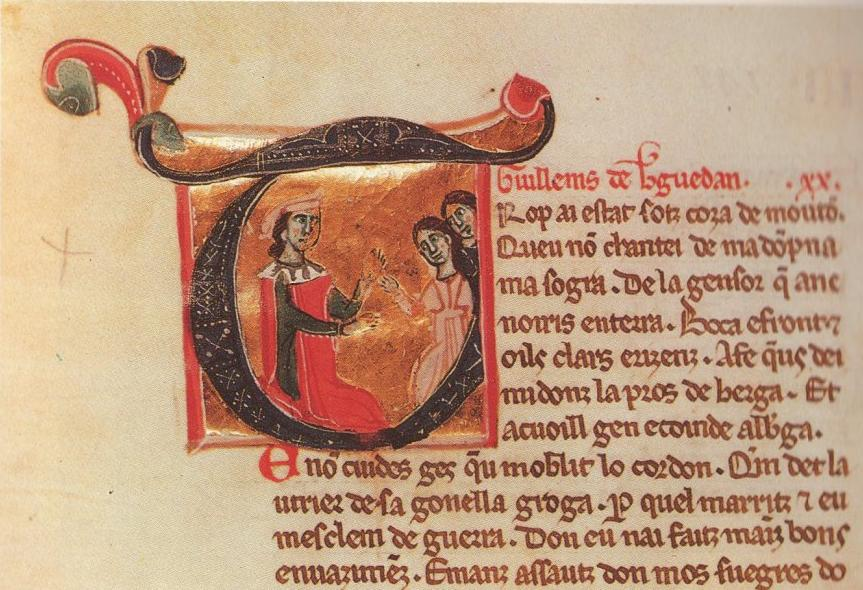
Miniatura decorant la caplletra amb el trobador Guillem de Berguedà amb dues dames.

La poesia trobadoresca és la primera forma de lírica, un dels gèneres majors medievals, en llengua vulgar. Així doncs, els trobadors són els primers d'abandonar el llatí culte per la seva producció poètica i d'utilitzar la llengua vulgar occitana durant els segles xii i xiii. En total es conserven al voltant de 2.500 composicions de poetes nascuts a Occitània (la Gascunya, al Llenguadoc, a Provença, a l'Alvèrnia i al Llemosí) i ben aviat també del nord d'Itàlia i de Catalunya. La llengua emprada per aquests autors és l'occità (també anomenat provençal per alguns), tot i això, aquesta llengua no es pot identificar amb cap dialecte i es tractaria d'una espècie de koiné, una llengua supradialectal, força uniforme a tot el territori. No hi ha acord sobre l'ús del terme koiné, atès que en un sentit estricte no seria aplicable en el cas occità, ni tampoc en les causes d'aquesta llengua supradialectal. Tanmateix, el que sí que es pot afirmar és que la llengua de la poesia trobadoresca no es corresponia amb cap dialecte de l'occità, de manera que incloïa elements de diversos dialectes i era força uniforme en tot el territori.

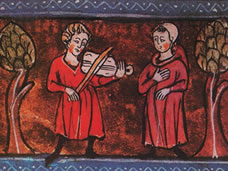
Trobador

Aquesta poesia es crea en un moment de gran permeabilitat cultural entre els territoris catalans i occitans, un fet que ha portat a alguns a parlar d'«espai cultural occitanocatalà», per tal de descriure una relació cultural que es va establir entre aquests territoris. Aquest intercanvi no era unidireccional, sinó, que aquesta zona comptava amb nombrosos centres culturals (corts) i els intercanvis es produïen en diverses direccions.
Encara que actualment ens hagi arribat de manera escrita, es tracta d'una literatura pensada per ser recitada i acompanyada de música. El mateix trobador componia tant la lletra com la música de les seves poesies i després eren divulgades per part dels joglars. Actualment, només s'ha conservat la notació musical d'alguns poemes. Tot i que està pensada per ser recitada, la poesia trobadoresca es distingeix de la poesia popular pel fet que té un autor conegut que escriu les composicions abans de ser recitada. Els centres de producció i distribució d'aquesta literatura no són els monestirs sinó que seran les corts dels nobles senyors feudals. Una prova de la perfecció formal d'aquesta poesia la trobem en l'aparició de diversos tractats poètics en occità entre les quals destaca les Rasós de trobar (principis del segle xiii) del trobador Ramon Vidal de Besalú. Es tracta del primer tractat de gramàtica en occità (ell l'anomena llemosí) que es coneix i té com a objectiu ensenyar la gramàtica de la llengua dels trobadors per tal d'escriure correctament aquesta poesia, en un moment en què cada vegada hi ha una presència més gran de catalanismes com podem veure en l'obra de Cerverí de Girona.
Coneixem la vida d'alguns dels trobadors (uns 225) gràcies a les vidas i les razós, uns petits textos anònims en prosa que originàriament acompanyaven les composicions poètiques i en feien d'introducció i comentari. També si narrava la biografia dels autors tot i que la frontera entre el fet històric contrastable i la literatura i la imaginació sovint era força difusa. Una de les més conegudes i que destaca pel caràcter llegendari és la de Guillem de Berguedà: la llegenda del cor menjat. Algunes d'aquestes biografies s'incorporaran en textos narratius posteriors com la vida de Guillem de Cabestany que apareix en un dels contes del Decameró de Giovanni Boccaccio.

#### Els gèneres
El gènere més prolífic en la literatura trobadoresca és la cançó, el tema del qual és l'amor, de fet, el corpus de lírica amorosa és sens dubte el més nombrós. Aquest amor té uns trets formals i uns motius que es repeteixen i que integren el que es coneix com a amor cortès o fin'amors en occità. Aquesta cortesia consisteix en la veneració d'una dama perfecta a qui, de manera voluntària, el trobador serveix de manera devota. Aquest un codi de galanteria i de cortesia es pot interpretar com una metàfora del vassallatge al senyor feudal a la relació amorosa entre el trobador i la seva estimada. L'amor cortès és un amor eminentment adúlter, ja que el trobador declara el seu amor a una dama (midons) casada en un context en què el matrimoni és vist com una eina política d'acumulació de poder i patrimoni. Per aquest motiu, el poeta ha de celar, és a dir, «amagar» o «ocultar» aquest amor i mantenir-lo en secret; sobretot del marit de la dama (gilós) i els seus amics o aduladors (lausengiers). Una de les eines que farà servir el trobador per a mantenir el seu amor en secret és el senyal, un nom a través del qual el poeta amaga el nom real de la seva estimada. En aquest fragment de Lo dous cossire («El dolç neguit» en català) es pot veure a Guillem de Cabestany que es dirigeix a la seva dama per mostrar-li el dolor que li causa l'amor cap a ella i la necessitat d'amagar aquest amor:
| «                                       | (occità) […] Tout m'avetz rire e donat pessamen: pus greu martire nulhs hom de mi no sen; quar vos qu'ieu plus envey d'autra qu'el mon stey desautorc e mescrey e dezam en parvensa: tot quan fas per temensa devetz em bona fey penre, neus quan no·us vey. […] | (català) […] M'heu pres el somriure i donat pesar: més greu martiri cap home no sent; perquè que jo més anhelo que a cap altra que al món sigui refuso i ignoro i maltracto en aparença; tot quan faig per temença heu en bona fe de prendre, fins i tot quan no us veig. […] | » |
| — Guillem de Cabestany, Lo dous cossire | | |   |

A banda de la temàtica amorosa, els trobadors també tractaven altres temes rellevants per a la vida cortesana. Entre aquests altres gèneres destaca el sirventès, una poesia moralitzadora, d'atac o sàtira personal, d'atac o propaganda política, de reprensió o crítica als costums, etc. Un exemple de sirventès és Cansoneta leu e plana («Cançoneta lleu i plana» en català) de Guillem de Berguedà on el trobador ataca al Marquès de Mataplana:
| «                                            | (occità) Cansoneta leu e plana, leugereta, ses ufana, farai, e de mon Marques del traichor de Mataplana, q'es d'engan farsitz e ples. A, Marques, Marques, Marques, d'engan etz farsitz e ples. […] | (català) Cançoneta lleu i plana, lleugereta, sense pretensions, jo faré del meu Marquès, del traïdor de Mataplana, que és d'engany farcit i ple. Ai, Marquès, Marquès, Marquès, d'engany sou farcit i ple. […] | » |
| — Guillem de Berguedà, Cansoneta leu e plana | | |   |

També podem distingir-hi altres gèneres com el plany, un lament fúnebre per una persona estimada; l'alba, la descripció de l'enuig dels enamorats que després d'haver passat la nit junts, s'han de separar a trenc d'alba; la pastorel·la, un diàleg amorós entre un cavaller i una pastora al mig del camp. Finalment, a banda del sirventès, hi ha altres els gèneres que es refereixen al diàleg i debat entre trobadors com la tençó, el partiment o joc partit o el tornejament.

### La narrativa històrica: Les Cròniques

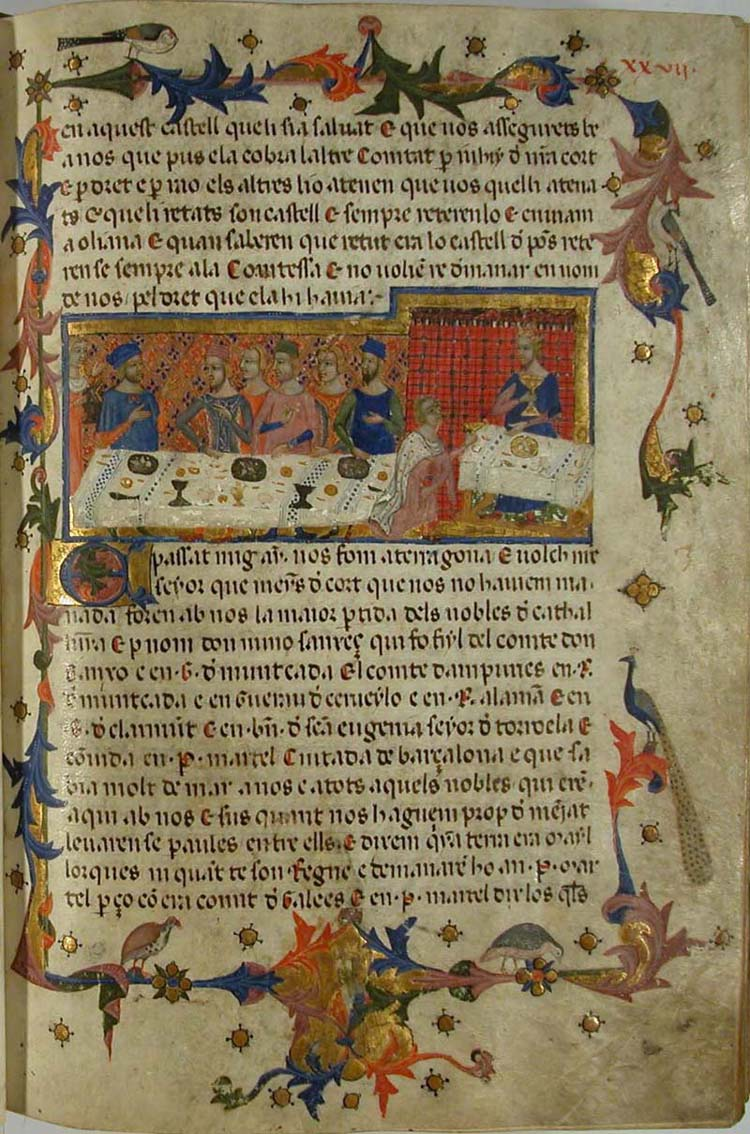
Detall del Llibre dels fets amb la famosa il·lustració amb la representació d’un banquet durant el qual es decidí la conquesta de Mallorca a casa de Pere Martell a Tarragona. Cal destacar la taula particular de Jaume I.

Coetàniament a la poesia trobadoresca en occità —amb autors com Guillem de Berguedà, Cerverí de Girona, Berenguer de Palol, Guillem de Cabestany o Guerau de Cabrera— hi trobem el desenvolupament de la prosa historiogràfica amb les quatre grans Cròniques. Aquests quatre textos van ser escrits a finals del segle xiii i durant el xiv i formen el millor conjunt historiogràfic de l'Europa medieval. Es tracta de textos historiogràfics, tanmateix, cal tenir present que la historiografia medieval beu dels escrits didàctics antics que eren concebuts per delactare et prodesse, és a dir, per delectar i ser profitosos alhora. Per aquest motiu, veurem que en la historiografia de l’època la frontera entre la història (fets objectius i contrastables) i la literatura no és clara. Quant a la llengua, tot i que la Corona d'Aragó era un territori plurilingüe, la llengua emprada per l'elaboració de les cròniques va ser el català atès que aquesta era la llengua dels territoris més influents i, per consegüent, la llengua vernacla dominant a la cort i a l'administració. Això també farà que les cròniques tinguin una narració catalanocèntrica.
La primera de les cròniques és el Llibre dels fets (ca. 1270–1276) del rei Jaume I el Conqueridor (1208–1276). En aquesta obra el monarca dicta els fets de la seva vida, en una narració que obvia tot allò que pot perjudicar la imatge d’un monarca heroic i cavaller. Hi destaquen les conquestes de Mallorca i de València. És una obra excepcional pel fet d'estar escrita en primera persona (amb el plural majestàtic Nós) i per aquest motiu es tracta d'un text únic a Europa, juntament amb la Crònica de Pere el Cerimoniós.
La segona de les cròniques és el Llibre del rei En Pere (ca. 1280–1288) de Bernat Desclot. El text narra els regnats successius des del naixement de la Corona d'Aragó, tot i que l'espai dedicat a cadascun augmenta progressivament i el regnat de Pere II el Gran (1240–1285) acaba ocupant el gruix de l'obra. El text destaca per les qualitats de Desclot —que no fou testimoni directe dels fets que relata— com a historiador i la tasca acurada de documentació i ús de les fonts històriques. Entre els fets històrics narrats, hi destaquen les actuacions dels almogàvers, la conquesta de Sicília i la lluita contra els francesos.
La tercera Crònica és la Crònica de Ramon Muntaner (1325–1328), obra del mateix Ramon Muntaner, de caràcter majorment èpic, comprèn el període existent entre Jaume I el Conqueridor i Alfons III el Franc (1265–1291). En aquest cas, tot i ser testimoni directe de molts dels fets que relata, Muntaner també passa els fets històrics pel sedàs de la literatura i descriurà els monarques catalans com a éssers sobrenaturals protegits per la gràcia divina.
La quarta i última de les cròniques, la Crònica de Pere el Cerimoniós (ca. 1345–1385), fou possiblement dictada pel rei mateix. Pere III el Cerimoniós (1319–1387) s'inspira en el Llibre dels fets de Jaume I i com el seu rebesavi també és el protagonista del llibre. Tanmateix, la descripció del rei s'allunya de l'esperit èpic i cavalleresc present en les altres cròniques.

### La literatura religiosa i moralitzant: Ramon Llull

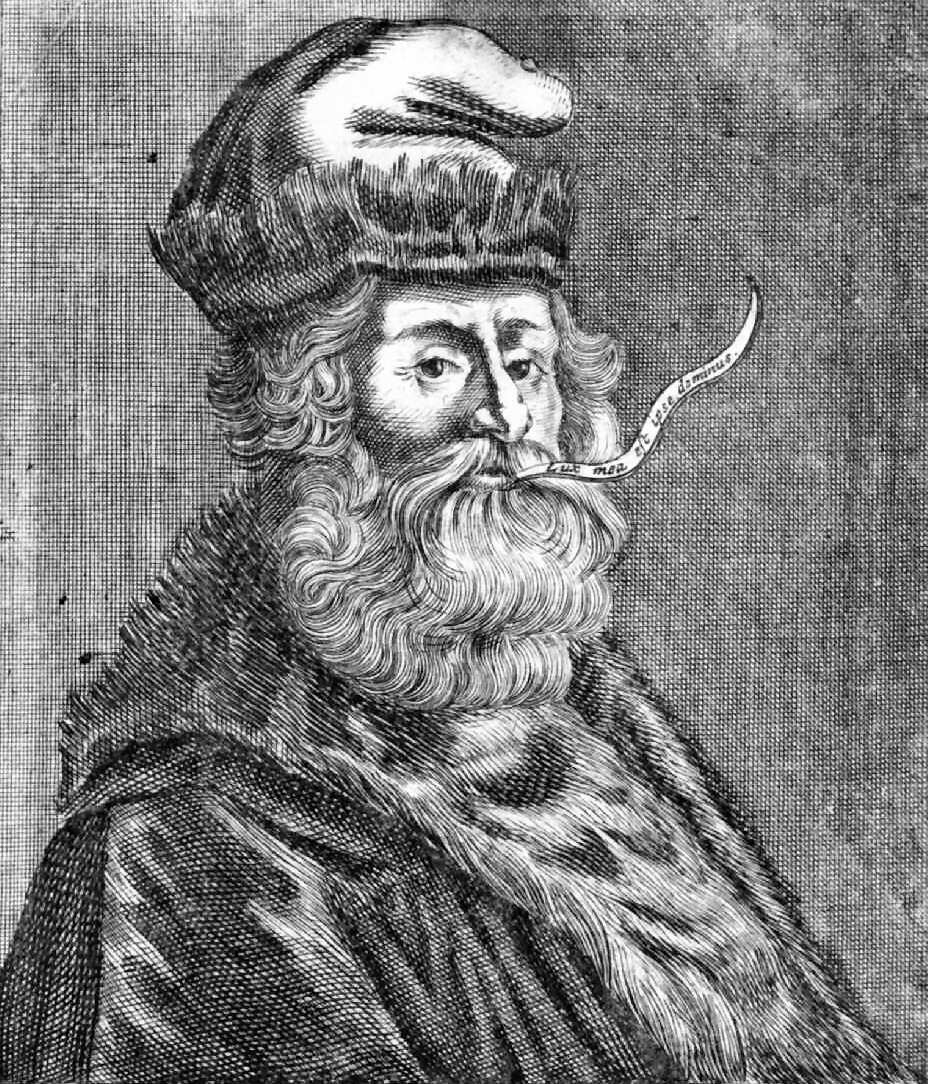
Ramon Llull

Les Cròniques van ajudar a configurar la prosa literària en català i tindran influència posterior en novel·les cavalleresques com Curial e Güelfa o Tirant lo Blanc, tanmateix, el creador del català literari per excel·lència és Ramon Llull (1232-1316). És conegut per la seva extensa obra escrita, redactada en català, occità, llatí i àrab. Destaca sobretot per la seva producció literària en llengua catalana i és considerat el primer autor a fer servir una llengua vulgar per escriure obres científiques.
El designi de la seva obra es fonamenta en una sòlida ambició cristiana; després d'haver patit una profunda crisi religiosa, Llull es determinà a difondre la fe cristiana sense treva. El conjunt de la seva vasta obra, així com la institució d'una escola destinada a la instrucció de missioners cristians, testimonien certament el deler que l'escriptor albergava quant a la difusió del cristianisme. La seva estratègia per millorar els resultats dels mètodes tradicionals d'evangelització basats en l'autoritat dels textos sagrats el va portar a difondre el seu pensament mitjançant l'escriptura, l'ensenyament, la disputa amb autoritats teològiques, la petició a papes i reis o la fundació de centres de formació missionera. Per assolir els seus propòsits dedicà gran part de la seva vida a viatjar, per difondre el seu missatge i posar-lo a prova.

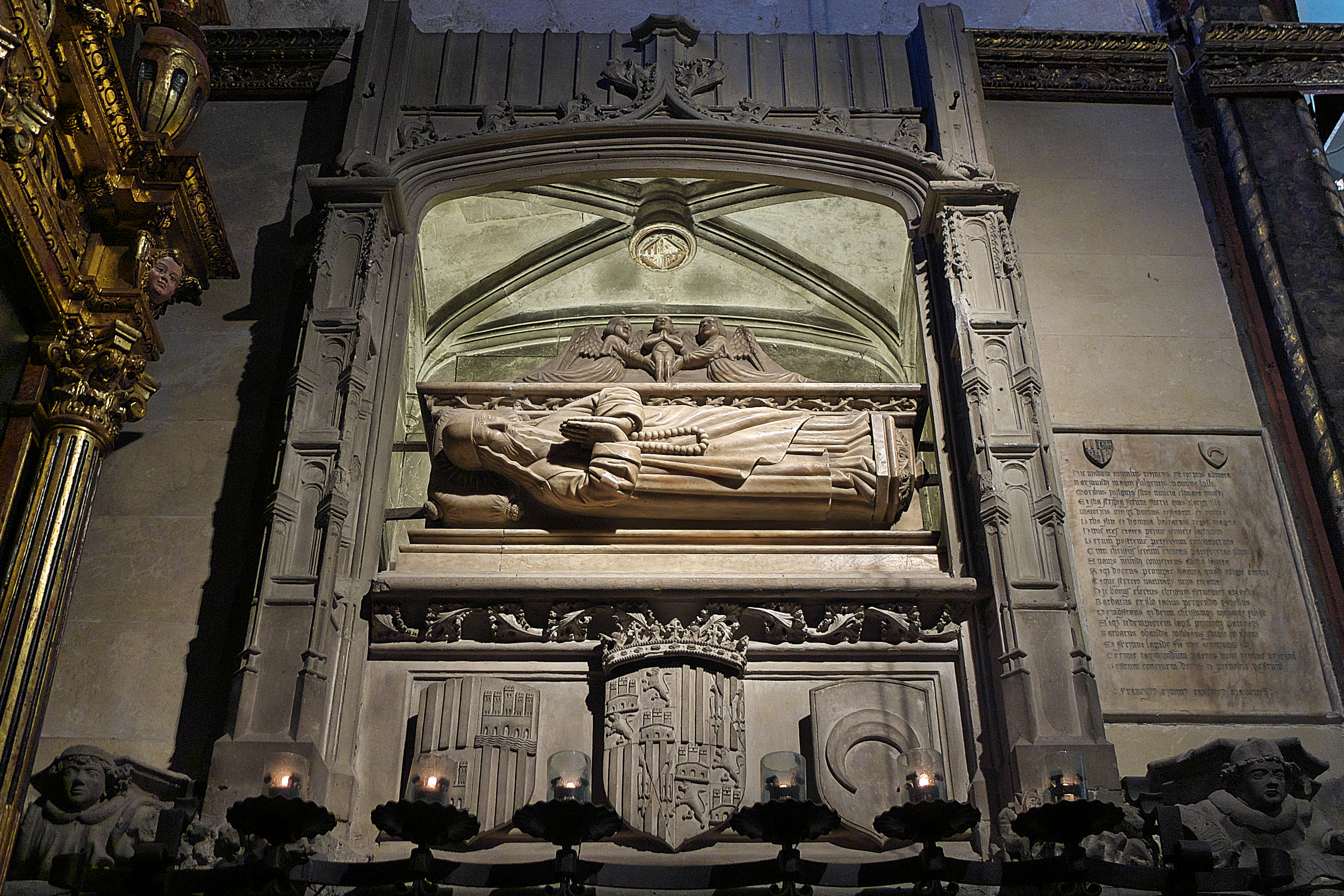
Sepulcre de Ramon Llull al convent de Sant Francesc de Palma.

Llull creà un sistema filosòfic que denominà Ars, que integrava de manera coherent la religió, la filosofia, la ciència, la moral i l'ordre social, a partir d'un sistema de verificacions mecàniques comprensibles i transmissibles que havien de demostrar la superioritat del cristianisme i facilitar així la conversió dels practicants d'altres religions. D'aquesta extensa producció literària se'n conserven 260 obres, d'entre les quals, destaquen literàriament el Llibre de contemplació en Déu, el Llibre de l'orde de cavalleria, el Romanç d'Evast e Blaquerna, el Llibre de Santa Maria, el Llibre de meravelles, Lo Desconhort, l'Arbre de ciència, l'Arbre de filosofia d'amor, el Cant de Ramon o el Llibre de les bèsties.
Utilitzà el català en obres filosòfiques, científiques i teològiques per fer arribar les seves idees a un públic urbà, burgès o aristòcrata. Va ser el primer cop que es va fer servir la prosa en català de forma extensa i de creació pròpia, ja que les manifestacions anteriors en català eren escrits específics i sovint traduïts del llatí. A més, un contingut d'aquest abast dedicat a contingut filosòfic no es tornarà a trobar en una llengua europea diferent del llatí, l'àrab o l'hebreu fins a Descartes, tres segles més tard.
Llull creà un model de llengua culta i unificat i elevà el català a la perfecció i a la modernitat. Una prosa segura, flexible i matisada, apta per expressar el pensament, la intel·ligència i el sentiment. Va tenir la necessitat d'augmentar la quantitat de lèxic per a escriure les obres filosòfiques i doctrinals i feu sobretot a partir del lèxic hereditari català, i amb la incorporació d'un gran nombre de neologismes derivats del llatí. Segons els treballs de Francesc de Borja Moll el vocabulari utilitzat per Llull és aproximadament de 7.000 mots, un 52% dels quals són mots populars hereditaris del català, un 20% són mots derivats dins el català i un 18% són llatinismes. La resta són mots usats només per ell, occitanismes i termes onomàstics. En definitiva, aconseguí fixar per sempre el català literari amb tota la seva plenitud i perfecció, a la vegada estableix el model lingüístic que després seguirà la Cancelleria. A més, la repercussió de l'obra de Ramon Llull no constituí un fenomen exclusivament nacional, sinó que fou àmpliament reconeguda a Europa.

### La narrativa humanista: Bernat Metge
Els intensos i perllongats contactes comercials amb Itàlia feren de Catalunya un important focus de difusió del pensament humanista. Irrefutable exponent de tal fet n'és la constitució de la Cancelleria Reial, òrgan administratiu de la Corona d'Aragó organitzat a partir d'una xarxa extensa i tramada de funcionaris (escrivans, notaris i secretaris) als quals hom inquiria el domini de tres llengües específiques: el llatí (llengua d'abast europeu), l'aragonès i el català (ambdós idiomes oficials en el domini de la Corona).
En aquest context cancelleresc hi hem de situar Bernat Metge (1346–1413), escriptor, secretari reial i home de confiança del rei Joan I el Caçador i de la seva esposa Violant de Bar. Fou escrivà del rei i a través de les diverses traduccions de l'humanisme i de les seves obres pròpies va introduir-se al panorama literari català. El 1381 publicà l'obra en vers Llibre de Fortuna e Prudència, on mostrà les relacions entre l'atzar i la providència divina en una societat, la catalana, sacsejada per una forta crisi financera. També va publicar Valter e Griselda (ca. 1388) una traducció de Griseldis, una epístola en llatí de Petrarca, que al mateix temps era una traducció de l'última novel·la del Decameró de Boccaccio. En aquesta obra la història tràgica de Griselda és convertida en una reflexió sobre el paper de l'humanisme en la formació dels individus.
El 1396, amb la mort del rei Joan en un accident de caça i en un context de crisi successòria, Maria de Luna, l'esposa del rei Martí l’Humà, va iniciar un procés judicial contra Bernat Metge i la resta dels principals consellers de la cort. Aquest fou un fet que seria crucial per a la redacció del llibre que es convertirà en la seva obra mestra. El seu empresonament feu que Metge escrivís Lo somni, una obra que tenia com a finalitat principal convèncer el rei Martí de la seva innocència per tal de rehabilitar-lo políticament.
Al primer capítol, Metge narra que, a la presó, somia que des del purgatori se li apareix el rei Joan després de la seva mort per dialogar amb ell. Més endavant, el rei Joan explicarà a Metge els motius de la seva mort i preveurà la seva absolució en el procés judicial. L'obra aconseguí el seu objectiu principal i finalment Metge recuperà el favor de Martí l'Humà. L'absolució de Metge sembla que es produí abans que la publicació de Lo somni, un cop acabada la crisi successòria. En aquest sentit, es pot descartar que l'obra influís en la decisió del rei. Tanmateix, Bernat Metge va demostrar la seva gran vàlua a través d'aquesta obra i aconseguí recuperar el seu càrrec com a secretari reial.
Altrament, l'humanisme influí determinadament sobre la trajectòria d'escriptors cronològicament posteriors a Bernat Metge: Andreu Febrer (autor de la primera traducció de la Divina Comèdia), Pere March, Jaume Gassull, Bernat Fenollar, Bernat Hug de Rocabertí o Pere Torroella (alguns d'ells pertanyents a la generació del segle d'or valencià) entre molts d'altres.

### La prosa doctrinal
En paral·lel al desenvolupament de la ideologia humanista, als territoris de parla catalana també adquireixen importància certes veus pertanyents als estaments religiosos que segueixen el camí iniciat per Ramon Llull. En aquest àmbit, sobresurten les trajectòries de Francesc Eiximenis, sant Vicent Ferrer i Anselm Turmeda.

#### Francesc Eiximenis
Francesc Eiximenis (1330–1409) fou un escriptor franciscà català i probablement fou un dels autors catalans medievals més llegits, copiats, publicats i traduïts. Per aquest motiu, tingué molta influència tant en l'àmbit literari com en l'àmbit polític. Entre els seus lectors podem destacar els reis de la Corona d'Aragó Pere el Cerimoniós, Joan el Caçador i Martí l'Humà, la reina Maria de Luna, i el Papa Benet XIII d'Avinyó. Entre la seva obra en llengua catalana hi destaca el Tractat d'usura, el Llibre dels àngels, el Llibre de les dones o la Vida de Jesucrist, però sens dubte, la seva obra més ambiciosa és Lo Crestià. Es tracta d'una enciclopèdia en català impulsada per Pere el Cerimoniós i redactada per Eiximenis entre 1379 i 1392. Avui en dia, un dels valors d'aquesta obra és el fet de poder-se considerar com una enciclopèdia de la vida medieval. Lo Crestià, tot i que fou un projecte inacabat, una gran Summes Teològica medievals en català que tenia com a objectiu servir de guia de vida per al bon cristià.

#### Anselm Turmeda
En contraposició a Eiximenis hi trobem la figura d'Anselm Turmeda (1355–1423), que també fou frare franciscà mallorquí, però que es convertí a l'islam a causa del desengany per la societat occidental i el cristianisme. Es traslladà a Tunis on va escriure moltes de les seves obres crítiques amb la societat cristiana de l'època. És dels pocs escriptors medievals que va escriure tant en català com en àrab com Ramon Llull i els seus llibres tingueren gran difusió popular en els països de parla catalana. La seva obra més extensa en llengua catalana fou la Disputa de l'ase (1417), escrita des de Tunis i dirigida al públic català. Es tracta d'una obra d'inspiració plenament àrab en què el frare Anselm té una batalla dialèctica amb un ase sobre qui té la superioritat al món: l'home o els animals. L'ase aconsegueix rebatre tots els arguments del frare menys l'últim, relatiu a l'encarnació de Déu en home.

#### Sant Vicent Ferrer
La darrera figura d'aquesta literatura doctrinal és sant Vicent Ferrer (1350–1419), un missioner dominic valencià que recorregué mig Europa predicant la seva moral i visió del cristianisme. D'elevada formació intel·lectual, influí marcadament a la cort del Papa Benet XIII d'Avinyó i en l'elecció de la dinastia castellana dels Trastàmara per a regnar a la Corona d'Aragó. Els seus sermons eren seguits per milers d'oients a tot Europa i van aconseguir conversions multitudinàries que li donaren fama de taumaturg. L'obra que ens ha arribat són 280 dels seus sermons a través de les transcripcions parcials que en van fer els estenògrafs que l'acompanyaven. D'aquests en destaquen les estratègies oratòries persuasives, el llenguatge directe i expressiu, i el registre col·loquial de sant Vicent Ferrer, que ens informen de manera prou fidel de com era el valencià col·loquial de l'època. És venerat com a sant per diverses confessions cristianes i un dels miracles que se li atribueixen és el do de llengües, és a dir, la capacitat de ser entès per tots aquells que l'escoltaven, fins i tot, si feia el discurs en valencià en territoris on aquesta no n'era la llengua pròpia.
Un dels seus deixebles fou Antoni Canals (1352-1419), un frare dominic nascut al Regne de València. Fou professor de teologia a València, estigué vinculat a la Casa Reial i també exercí el càrrec d'inquisidor. Destacà pels seus sermons, dels quals no se'n conserva cap, i per tres traduccions o adaptacions d'obres clàssiques al català. Entre les seves traduccions, hi destaquen la de De providentia de Sèneca, una versió del Dictorum factorumque memorabilium de Valeri Màxim i el Raonament fet entre Scipió e Aníbal, que és una traducció lliure del llibre setè de l'Àfrica de Petrarca.

### El segle d'or
El període delimitat entre el Compromís de Casp (1412) i la revolta de les Germanies (1519–1523) es caracteritza per ser el moment de màxima expansió política i cultural de la llengua catalana. La Corona d'Aragó manté les possessions a Sardenya i també incorpora a la Corona els regnes de Sicília i Nàpols. A més, també hi ha la presència d'una nissaga valenciana en un dels centres europeus del moment: els Borja a Roma. A causa de la crisi econòmica i l'augment de la conflictivitat social que sacseja Catalunya en aquest període, el nucli intel·lectual de producció cultural es trasllada del Principat a València. El Regne de València té en aquest moment l'hegemonia demogràfica, econòmica, política i cultural a la Corona d'Aragó.
Figures del nivell de Jordi de Sant Jordi, Jaume Roig, Joan Roís de Corella o Isabel de Villena acrediten indubtablement la qualitat excepcional que la literatura en valencià elaborada a València durant el segle XV posseïa. L'apogeu de tal període s'assolí mercès l'obra lírica d'un dels poetes més magnificents de la nostra literatura: Ausiàs March; conjuntament amb la tasca (en àmbits narratius) de Joanot Martorell i la seva obra cabdal Tirant lo Blanch, considerada en gran manera un preàmbul importantíssim de la novel·la europea moderna.
Després de l'extinció del Casal de Barcelona, Alfons el Magnànim —fill de Ferran d'Antequera— trasllada la cort a Nàpols amb la vida cultural que l'envoltava, incloent-hi poetes catalans i castellans. Els nous reis d'orígens castellans afavoriran la presència del castellà a la cort tot i que respectaran i mantindran el català com a llengua administrativa.

#### Poesia medieval: Jordi de Sant Jordi i Ausiàs March
Jordi de Sant Jordi (ca. 1395 – ca. 1424) fou un poeta cortesà i militar nascut al Regne de València i és considerat un dels lírics més considerables de la literatura catalana anterior a Ausiàs March. Fou cambrer reial d'Alfons el Magnànim i tingué la seva protecció. Després de participar en diverses accions militars al costat del monarca, fou fet presoner per Francesc Sforza quan aquest ocupà la ciutat de Nàpols. El captiveri fou clau per a la redacció de l'obra més reeixida de Jordi de Sant Jordi: Presoner. Un poema en què de Sant Jordi evoca llurs sentiments de solitud i abandonament pel seu empresonament i, alhora, recorda la vida anterior de luxe i ostentació que contrasta amb el seu present en captiveri:
| «                               | Desert d'amichs, de bens é de senyor, En estrany loch é en estrany' encontrada Luny de tot be, fart d' enuig é tristor, Ma voluntat é pensa captivada. Me trop del tot en tal poder sotmés, No vuy algú que de melasa cura, E soy guardats en dos ferrats é prés De quem' fan grat d'una trista ventura. Heu ay vist temps que nom' plasia res, Aram' content d' assó quim' fay tristura E los grillons leuger ara pren mes Quen' lo passát la bella brodadura. […] | » |
| — Jordi de Sant Jordi, Presoner | |   |

Jordi de Sant Jordi inicià una tímida ruptura, pel que fa al to i a les formes, amb la poesia trobadoresca. Tanmateix, la gran figura de la lírica en llengua catalana el segle xv fou Ausiàs March (1400–1459). L'obra d'aquest cavaller valencià és singular en l'Europa del seu temps, per l'extensió i per la seva marcada personalitat. És fill d'Elionor de Ripoll i del poeta Pere March i fou un dels poetes més importants del segle d'or valencià. L'obra de March destaca per l'originalitat i per la innovació en un context en què els poetes de la Corona d'Aragó només havien fet petits intents de desmarcar-se del provençal i de les seves convencions literàries. A més, «l'extraordinària energia dels seus versos transcendeix els sis segles que han transcorregut des que March els va escriure i és això el que fa que la seva lectura sigui una experiència vital i directament significativa per al lector d'avui.»

La seva obra s'ha classificat en tres cicles temàtics: els cants d'amor, els cants de mort i els cants espirituals. El tema amorós és el més prolífic i se n'han classificat les composicions segons el senyal emprat en cadascuna. Així, entre els poemes amorosos es pot distingir els poemes a Plena de Seny, Llir entre Cards, Amor, amor, Mon darrer bé i Oh, foll amor. Cada un dels cicles té una unitat de sentit i, alhora, en conjunt es pot observar una evolució formal i conceptual per la qual cosa s'ha arribat a considerar el conjunt de la seva obra com un immens poema. El Jo líric es debat constantment entre la fin'amor i la folla amor, és a dir, entre un amor espiritual i un de carnal:
| «                                                    | Així com cell qui en lo somni es delita e son delit de foll pensament ve, ne pren a mi, que el temps passat me té l'imaginar, que altre bé no hi habita. Sentint estar en aguait ma dolor sabent de cert que en ses mans he de jaure, temps d'avenir en negun bé em pot caure aquell passat en mi és lo millor. | » |
| — Ausiàs March, Així com cell qui en somni es delita | |   |

 March segueix la tradició de la lírica medieval per la qual l'amor és un dels temes centrals, tanmateix desenvolupa el tema de manera molt innovadora. La tradició heretada és un punt de partida sobre el qual afegeix conceptes escolàstics i aristotèlics i es planteja l'amor com un problema moral. Aquest amor de joventut portarà a la frustració i al patiment sobretot en l'etapa adulta:
| «                                                       | Tots los delits del cors he ja perduts, e no atench als propis d'espirit; en los mijans ha ésser mon delit, e si no l'he, yo romanch decebuts. E sol d'aquests me resta lo caçar, per que us soplich, mon car e bon senyor que del falcó me siau donador, un pelegrí lo qual té nom suar. | » |
| — Ausiàs March, Tots los delits dels cors he ja perduts | |   |

Entre les fonts de March en destaquen la poesia trobadoresca i els poetes en llengua catalana dels segles xiv i xv. També el pensament escolàstic (sobretot aristotèlic i tomista), els textos bíblics, les idees científiques de l'època per les quals l'amor era una patologia somàtica, autors llatins com Sèneca, Ovidi, Lucà o Virgili (filtrats pels moralistes medievals) i en menor mesura poetes italians com Dante i Petrarca.
Va tenir un gran èxit com mostren els nombrosos imitadors que tingué Lluís de Vilarrasa, Romeu Llull, Pere Torroella, Bernat Hug de Rocabertí, etc.) i per les traduccions al castellà de la seva obra fetes per Baltasar de Romaní i per Jorge de Montemayor. Aquestes van exercir una influència considerable en alguns autors castellans del segle d'or com Boscán, Garcilaso de la Vega o Quevedo).

#### Narrativa

##### Novel·la cavalleresca:Curial e Güelfa,Tirant lo BlanciJacob Xalabín
El Curial e Güelfa, juntament amb el Tirant lo Blanc, és una de les grans novel·les cavalleresques escrites en llengua catalana. L'obra, escrita a mitjan segle xv, es va redescobrir a principis del segle xx per Antoni Rubió i Lluch que la va datar i li va posar el títol amb què es va publicar. Tampoc no se'n coneix l'autor i hi ha diverses teories sobre possibles autories, tanmateix, les investigacions més recents defensen que l'autor podria ser valencià per algunes expressions i l'ús d'alguns castellanismes habituals al Regne de València en aquella època. Recentment, Abel Soler ha atribuït la novel·la a Enyego d'Àvalos (ca. 1414–1484), un cavaller valencià d'origen castellà que s'instal·la a la cort d'Alfons el Magnànim, un fet que feu que molt probablement el llibre fos redactat a Nàpols.
Igual com veurem en Tirant lo Blanc, Curial e Güelfa és una història d'amor i d'armes. En altres paraules, els temes centrals de la novel·la són la història d’amor entre Curial i Güelfa i el procés de formació cavalleresca de Curial. Curial és el fill d'una família humil que gràcies a la protecció i suport econòmic de Güelfa aconsegueix armar-se cavaller i ascendir socialment. Després del viatge de Curial, on a través de diverses gestes aconsegueix fama i reconeixement, torna a Montferrat on Güelfa l'acaba acceptant com a marit.
Pel que fa al llenguatge, en el pròleg del tercer llibre de l'obra, l'autor anònim diu que el text està escrit en el «comun llenguatge català», una expressió que ens indica que la llengua del llibre es tracta d'un català cortesà i supradialectal. Al mateix temps que podem trobar-hi una barreja de formes cultes i populars. L’acció se situa a la segona meitat del segle xiii, durant el regnat de Pere el Gran. Es pot observar que la descripció del monarca està clarament influïda pel retrat fet per Bernat Desclot en la Crònica. L'autor combina personatges històrics amb d'altres totalment ficticis i demostrarà un gran coneixement de la tradició narrativa romànica. Així doncs, es pot observar en el Curial e Güelfa la influència de Dante, Boccaccio, les Històries troianes de Guido delle Colonne o el cicle arturià. La manca de traduccions medievals de l'obra mostren que la novel·la no va tenir l’èxit immediat que sí que tingué Tirant lo Blanc.

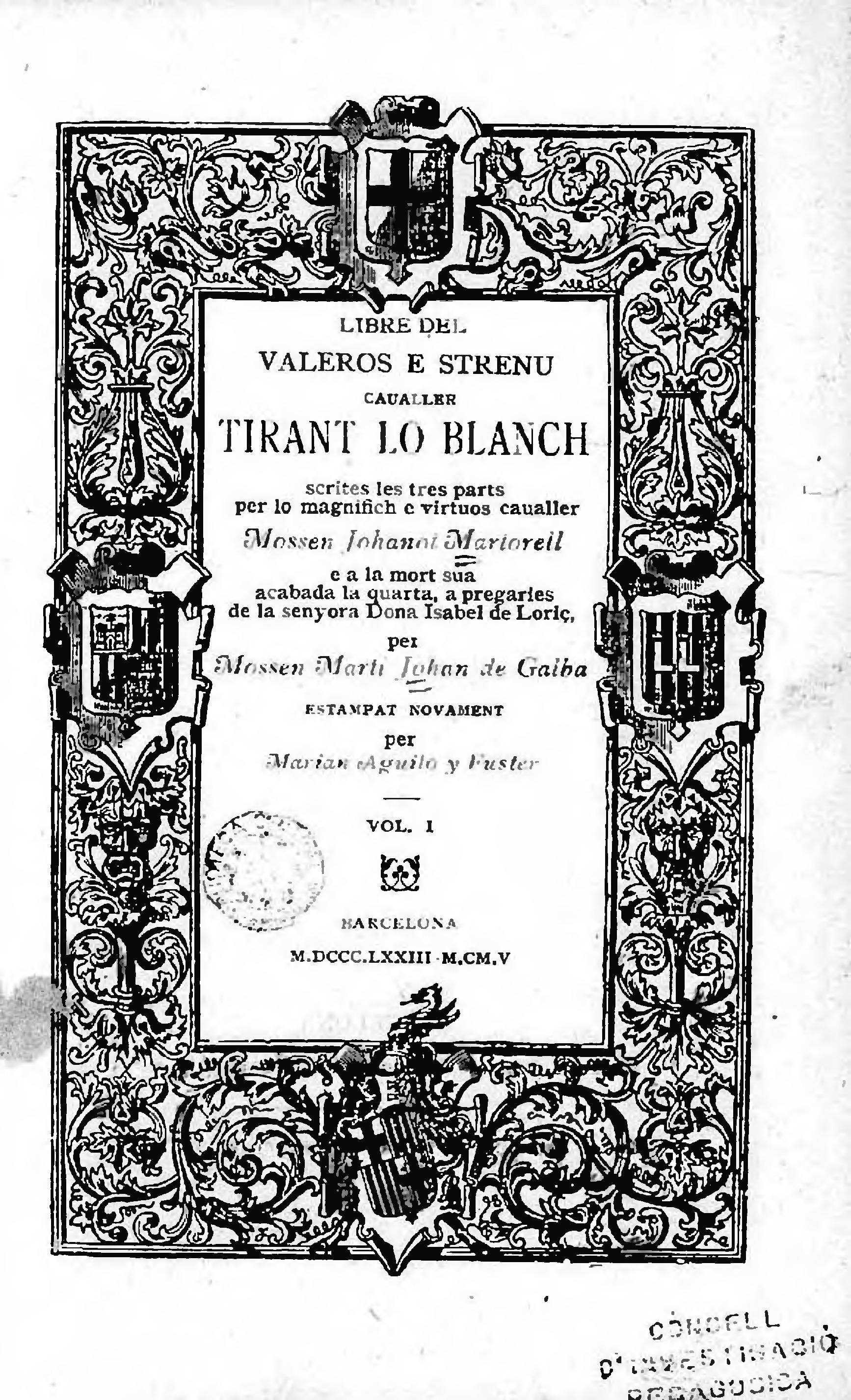
Portada de Tirant lo Blanc de 1873.

Tirant lo Blanc (ca. 1460) és l'obra més important de l'escriptor i cavaller valencià Joanot Martorell i és considerada un dels màxims exponents de la novel·la cavalleresca en valencià. Una mostra del seu èxit són les traduccions que se'n van fer al castellà (1511), l'italià (1538), més tard al francès (1737) i modernament a l'anglès (1984) i a moltes altres llengües. A més, és esmentada al Quixot com una de les obres salvades de la crema de llibres:
| «                                                                                         | —¡Válame Dios! —dijo el cura, dando una gran voz. ¡Que aquí esté Tirante el Blanco! Dádmele acá, compadre; que hago cuenta que he hallado en él un tesoro de contento y una mina de pasatiempos. […] Dígoos verdad, señor compadre, que, por su estilo, es éste el mejor libro del mundo: aquí comen los caballeros, y duermen, y mueren en sus camas, y hacen testamento antes de su muerte, con estas cosas de que todos los demás libros de este género carecen. […] Llevadle a casa y leedle, y veréis que es verdad cuanto dél os he dicho. | » |
| — Miguel de Cervantes, El ingenioso Hidalgo Don Quijote de la Mancha, 1a part, capítol VI | |   |

L'argument de l'obra és la història d'un cavaller des que és armat cavaller fins a la seva mort per causes naturals a Grècia, després d'haver guanyat honor i fama a través de les seves gestes arreu del món. Com en Curial e Güelfa, hi podem trobar dos eixos temàtics: l'amor i la guerra. La modernitat de Tirant lo Blanc és causada pel fet que Martorell abandona la tradició de la majoria de novel·les de cavalleries medievals que tenien una clara inspiració fantàstica i presentaven els personatges en escenaris exòtics i llunyans. El Tirant presenta un heroi, que tal com destaca Cervantes, de carn i ossos, està humanitzat, té sentiments i defectes.
Finalment, la Història de Jacob Xalabín es tracta d'un text anònim de principis del segle xv publicat per primer cop el 1906 que té la particularitat de narrar les aventures d'un infant de la cort turca. A diferència de Curial e Güelfa i Tirant lo Blanc, aquesta obra presenta els turcs musulmans com a protagonistes i els cristians com a antagonistes. A més, l'obra mostra un gran coneixement de la geografia, la història i la cultura turca. Un dels altres elements característics del Jacob Xalabín és que el llenguatge és planer i conté molts elements d'oralitat que l'apropen al llenguatge de les Cròniques, a diferència del Curial o el Tirant que tenen una prosa més culta amb un repertori més gran de recursos lèxics i sintàctics, i una retòrica més barroca.

##### LEspill de Jaume Roig

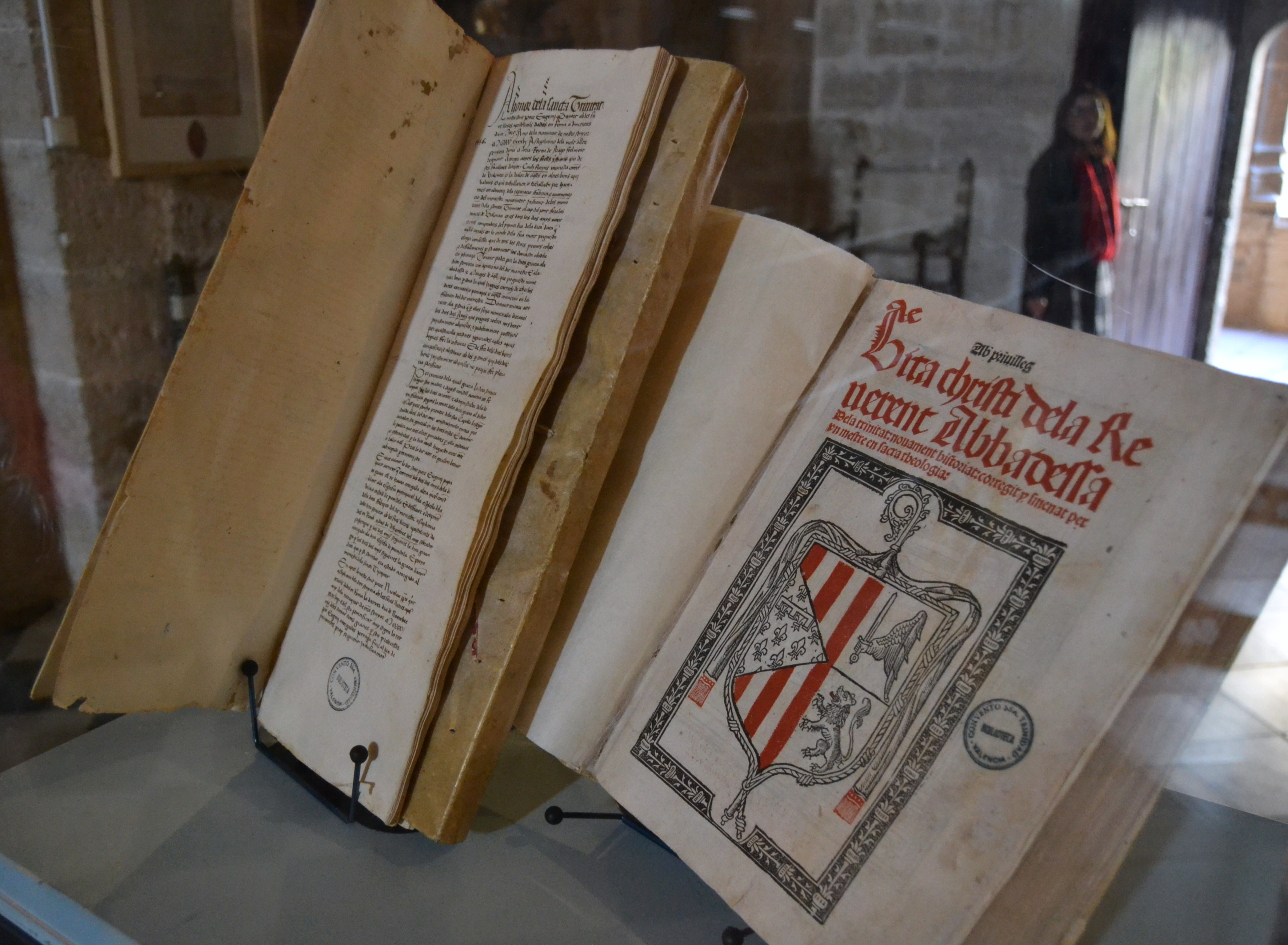
Vita Christi d'Isabel de Villena al monestir de la Trinitat de València

##### L'Espillde Jaume Roig
L'Espill —també titulat Llibre de consells o Llibre de les dones— és una obra escrita per Jaume Roig a mitjan segle xv. Es tracta d'una narració en primera persona en què el protagonista conta al seu nebot les seves males experiències amb les dones a través d'un total de 16.249 versos tetrasíl·labs apariats. L'obra té la forma d'una carta de resposta del metge Jaume Roig (que cal no confondre amb l'autor tot i els elements autobiogràfics que hi ha en el personatge) al cavaller Joan Fabra que es troba malalt d'amor. L'Espill concentra gran part dels tòpics misògins medievals de manera original i contrasta amb obres profemenines com el Triümfo de les dones de Joan Roís de Corella o la Vita Christi de sor Isabel de Villena.

##### LaVita Christid'Isabel de Villena
Tot i que la Vita Christi de sor Isabel de Villena és una obra que té com a objectiu suscitar devoció i pietat a les lectores, la manera com l'autora descriu la vida de Jesús inclou moltes tècniques pròpies de la novel·la. L'autora narra la vida de Jesucrist a través de les protagonistes femenines de l'Evangeli com Maria, Maria Magdalena, la dona de Canà o la dona samaritana. Així doncs, es tracta d'un text narratiu excel·lent molt original per l'«orientació feminista» que dona a la vida de Jesús. A més, per tal d'apropar l'Evangeli als seus contemporanis, l'obra té una ambientació cortesana i els diversos personatges reben tractaments palatins.

## Literatura moderna
Des dels primers decennis del segle xvi fins als primers del xix, s'encadenen una sèrie de fets, com la unió de les Corones d'Aragó i Castella a partir del matrimoni de Ferran el Catòlic i Isabel de Castella, i sobretot amb l'emperador Carles V. Això, entre altres coses, va suposar el trasllat de la cort al centre de la Península, l'emigració de bona part de la noblesa catalana i la seva posterior assimilació als designis imperials de Carles V i Felip II i el desplaçament dels interessos econòmics de la Mediterrània a l'Atlàntic. Uns fets que, juntament amb el resultat de les guerres de les Germanies, dels Segadors i de Successió, produïren una crisi d'autors i de lectors que paralitzà el desenvolupament normal de molts sectors de les lletres catalanes.
Tradicionalment, aquesta etapa de la literatura catalana s'ha conegut com la Decadència a causa de la davallada de producció i consum de literatura culta en català arreu del domini lingüístic. El terme reflecteix el descens quantitatiu i sobretot qualitatiu de les produccions literàries cultes en llengua catalana, en un moment en què la llengua literària perdé originalitat i s'omplí calcs lèxics i sintàctics del castellà (i en menor mesura del francès). La literatura catalana es limità a imitar els models presos de la literatura castellana i no oferí obres del nivell de les grans obres medievals. Tanmateix, avui en dia, alguns autors prefereixen evitar l'ús d'aquest terme pejoratiu (creat pels autors de la Renaixença), atès que la llengua catalana continuà sent la llengua comunicació quotidiana de les classes populars, el vehicle de la literatura popular i la llengua de l'administració fins a principis del segle xviii.
La literatura moderna es divideix en tres etapes d'un segle cadascuna coincidint amb el Renaixement, barroc i l'Il·luminisme. Tot i la «decadència» existeixen contribucions importants d'escriptors com Cristòfor Despuig, Joan Timoneda i Pere Serafí al Renaixement; Francesc Fontanella, Vicenç Garcia i Josep Romaguera, durant el barroc; i Joan Ramis, Francesc Mulet i Antoni Puig i Blanch durant la Il·lustració. Al mateix temps, també hi ha una producció important de diverses formes de literatura popular en llengua catalana.

### Renaixement
El Renaixement és un moviment de reivindicació de l'antiguitat clàssica que es va originar a Itàlia durant els segles xv i xvi. D'Itàlia, es va difondre arreu d'Europa a ritmes diferents i va arribar als territoris de parla catalana gràcies als cercles catalans instal·lats a la Itàlia del Renaixement per la vinculació a la Corona d'Aragó amb Sicília, Sardenya i Nàpols, ciutat on Alfons el Magnànim establí la seva residència. També per l'existència de dos pontífexs valencians de la família Borja: Calixt III i Alexandre VI. En conjunt, es pot dir que el Renaixement català intentà de fer una síntesi de certs elements medievals i d'uns altres de nous, procedents d'Itàlia i de Castella.
La literatura catalana, sense trencar amb la tradició medieval, recuperà alguns dels cànons estètics i dels models formals del classicisme. Però la preocupació per l'estudi de les llengües clàssiques, característica de l'humanisme, no impedí el desenvolupament de les literatures en llengües vulgars. Mentre la minoria aristocràtica vacil·lava en l'ús de les llengües llatina, castellana i catalana, la majoria popular continuà refent i ampliant en la llengua pròpia la tradició que havia elaborat en el curs dels segles.

#### Lírica
El millor poeta català del moment fou Pere Serafí, que alternà l'idealisme amorós d'inspiració petrarquista o ausiasmarquiana amb la glossa de refranys i cançons populars. No assoleix el nivell de la poesia del segle d'or, però fou una personalitat ben formada culturalment i relacionada amb els moviments culturals del moment. A més, a banda de poeta també fou pintor, amb una obra que està marcada encara per la presència de certs elements gòtics.
Altres poetes, com Andreu Martí Pineda i Valeri Fuster, insistiren amb una certa originalitat en els models costumistes valencians de la darreria del segle xv. Els poemes de Joan Pujol, ja a la segona meitat del segle xvi i els actes sacramentals de Joan Timoneda, ja reflecteixen el canvi de la Contrareforma, que havia de culminar amb el barroc. Amb la Contrareforma desapareix aquest esperit de crítica i de recerca per propugnar una visió més rígida i ascètica de la vida.

#### Narrativa
La prosa catalana més rellevant d'aquest període són Los Col·loquis de la insigne ciutat de Tortosa (1557) de Cristòfor Despuig, tant per l'ús del diàleg, una forma literària clàssica, com per l'esperit crític de l'autor. És una obra que segons Rossich és una de les obres «inequívocament renaixentistes» que destaca per l'ús d'un gènere, el Col·loqui que remet a autors clàssics com Plató o Ciceró. A més, és una obra que destaca pel rigor històric i la preocupació estilística.

En la dedicatòria del llibre hi ha una defensa de l'ús del català en un context de clara diglòssia i subordinació lingüística: 
| «                                                               | No he volgut escriure l'obra en llengua castellana per no mostrar tenir en poc la catalana i també per no valer-me de llengua estranya per a defensar i il·lustrar la naturalesa pròpia, que és la principal intenció de mon treball, ni tampoc l'he volguda escriure en la llatina, perquè no pareguera ser tan generalment tractada i entesa per los de nostra nació com jo volguera. | » |
| — Cristòfor Despuig, Col·loquis de la insigne ciutat de Tortosa | |   |

 Els sis col·loquis presenten el diàleg entre el ciutadà Fàbio, el cavaller Lúcio (que representa l'autor) i el cavaller valencià Don Pedro, a qui mostren els problemes i les virtuts la ciutat de Tortosa. L'obra d'estaca per un estil directe i desimbolt, per l'ús d'adagis i frases fetes i per les referències clàssiques. En l'obra s'hi tracten temes molts temes diversos com la situació lingüística als Països Catalans, l'estructura política a la Monarquia Hispànica, la política eclesiàstica, etc. Tot i que, com ja s'ha dit, és de les poques obres que es poden considerar renaixentistes en la nostra llengua, va restar desconeguda a la seva època.
A banda d'aquesta obra, dins de la prosa també destaquen textos de narrativa històrica com les cròniques de Pere Miquel Carbonell, Pere Antoni Beuter i Joan Binimelis. També podem trobar en aquest període exemples de novel·la al·legòrica amb L'espill de la vida religiosa, una obra anònima de 1515, atribuïda per alguns al frare jerònim Miquel Comalada. Es tracta d'una novel·la d'una certa extensió i amb una complexitat narrativa destacable. En llengua catalana només se'n van fer dues edicions, però va tenir força èxit editorial arreu d'Europa on va ser traduïda durant l'edat moderna al castellà, neerlandès, alemany, llatí, anglès, italià, polonès, gaèlic, danès i portuguès, encara que en algun cas es tracta només de versions abreujades. Destaca per ser de les poques mostres de la influència lul·lianes en la literatura en la nostra llengua.
En el terreny de la literatura d'entreteniment, emergeixen novelle i facècies com les de Jordi Centelles i Joan Timoneda. També podem destacar Les estil·lades i amoroses lletres, quatre epístoles divertides i desinhibides en què Bartomeu Sirlot es comunica amb «bartomeua», la seva amant. Es tracta d'una obra molt rica des del punt de vista lingüístic i lexicogràfic i ens dona molta informació del valencià col·loquial del segle xiv. En la narrativa en vers destaca el poema Lepant (1573) del prevere mataroní Joan Pujol, una obra important pel fet de recuperar el gènere èpic.

#### Teatre
Aquests anys, funcionava a València un teatre d'intenció realista i satírica que donà mostres tan esplèndides com La vesita (1524–1525) de Joan Ferrandis d'Herèdia. En l'àmbit religiós, hi trobem formes dramàtiques d'inspiració medieval com els misteris i moralitats i formes com l'acte sacramental, un nou gènere molt deutor de la tradició medieval. En són bons exemples El castell d'Emaús i L'Església militant del valencià Joan Timoneda.

### Barroc

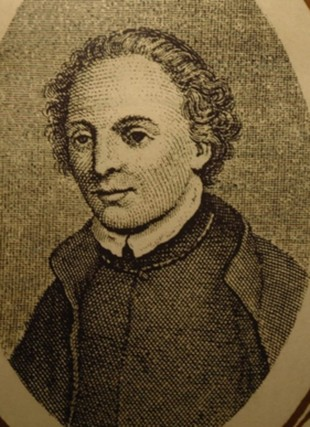
Francesc Vicent Garcia, Rector de Vallfogona, en un gravat difós l'any 1840.

El barroc és un moviment estètic que neix a Europa en un context d'enfrontament religiós entre catòlics i protestants, entre la segona meitat del segle xvii i els inicis del segle xviii. La Reforma i la Contrareforma van provocar un canvi de mentalitat que va influir en l'art i la literatura i que s'oposava a algunes de les característiques del Renaixement. Així doncs, els ideals renaixentistes —l'humanisme, el racionalisme i el classicisme— entren en crisi i són substituïts per uns valors estètics que tot i basar-se en les formes clàssiques tenen una visió més mística de la vida i ments optimista. En la literatura apareix un gust pel retrat de la vida quotidiana, el vitalisme, el naturalisme i el pas del temps i el desengany serà un dels temes més importants d'aquest corrent estètic. Quant a l'estil, els autors barrocs porten a l'extrem la utilització de recursos retòrics, sintàctics i de la versificació, sense mesura i sense por a semblar artificiosos. A més, un altre element freqüent en el barroc serà la presència d'antítesis i paradoxes, de manera que hi trobarem contrastos entre la solemnitat i la transcendència, i la paròdia i el burlesc. Tot això amb una clara vocació massiva i popular.
A la península Ibèrica, la decadència econòmica després de la mort de Felip II i la fidelitat a la Contrareforma catòlica propiciaran l'esclat del barroc castellà. Als països de parla catalana es produirà una crisi molt aguda quant a la producció cultural en la llengua pròpia. Els lletraferits catalanoparlants de l'època, procedents de l'aristocràcia o la noblesa, abandonaren la seva llengua materna i decidiren emprar el llatí —l'idioma internacional del moment— i d'altres adoptaren el castellà, la llengua de la cort espanyola en un moment en què es troba en el zenit del seu prestigi. Una mostra de la transculturació de les elits la podem trobar en una citació de sant Ramon de Penyafort: «En castellà tothom se dona a escriure, tenint per cert que els farà més profit.»
Les primeres manifestacions barroques no es produïren fins a començament del segle xvii, s'allargaran durant el segle xviiii ja incorporaran elements d'estètica rococó. A més, a causa de la importància del barroc castellà, la literatura en català rebrà la influència de grans autors com Góngora, Quevedo, Calderón o Gracián.
Una figura cabdal del barroc català fou el poeta i comediògraf Francesc Vicent Garcia (1579–1623) o també conegut pel sobrenom de rector de Vallfogona. Destaca per ser un dels únics autors que va aconseguir formar escola —el «vallfogonisme»— i un grup de seguidors que l'imitaren fins ben entrat segle xix. La seva poesia té una gran influència del barroc castellà i tracta temes molt diversos com l'amor, l'escatologia, la crítica social, la mitologia, el desengany del món, la solitud, etc. i ho fa a través d’un llenguatge artificiós, elegant i ple d'ironia. De la seva obra destaquen poemes com A una hermosa dama de cabell negre que se pentinava en un terrat ab una pinta de marfil, Epitafi a la sepultura d'un gran bevedor que morí de gota i el sonet Temps, tots tres de temàtiques molt diverses.
El moment culminant del barroc català pot situar-se durant la Guerra dels Segadors, quan hi hagué intents ja conscients de renovar i revitalitzar la cultura catalana i que fracassà amb la derrota dels exèrcits catalans. S'ha de subratllar sobretot l'obra poètica i dramàtica de Francesc Fontanella, l'escriptor més innovador de la literatura catalana barroca. Destaca per una forma exuberant, unes construccions retòriques amb molt d'artifici i amb una barreja de gèneres i de tons. És important per la creació d'una veu lírica pròpia a partir de referents clàssics com Virgili, Horaci o Ovidi, autors castellans com Góngora o Garcilaso, el francès Pierre Corneille o l'italià Guarino Guarini. Algunes de les seves obres més destacables són la Panegírica alabança a Pau Claris, les Tragicomèdies pastorals i Lo desengany.
Altres figures barroques foren Pere Jacint Morlà i Josep Blanch, també de mitjan segle xvii. Josep Romaguera, entre els segles xvii i xviii, mantenia amb relativa eficàcia aquests propòsits. Agustí Eura, Joan de Boixadors, Guillem Roca i Seguí i Francesc Tagell, de la primera meitat del segle xviii, hi insistien amb desigual fortuna. El barroc català ha tingut certa continuïtat en generacions posteriors com per exemple la influència de Vicent Garcia, visible en l'obra de Bartomeu Rosselló-Pòrcel o Josep Palau i Fabre; i la de Fontanella en la poesia de Pere Gimferrer.

### Il·luminisme
Als Països Catalans, com a la resta del sud d'Europa, el model il·lustrat es difon de manera poc intensa; i a més, es propagarà de manera desigual a tot el domini lingüístic a causa de l'annexió de la Catalunya del Nord a França amb el tractat dels Pirineus (1659), els decrets de Nova Planta arran de la guerra de Successió o les diverses ocupacions britàniques i franceses de Menorca a causa del tractat d'Utrecht (1713). En aquesta època s'accelerarà el procés de substitució lingüística arran d'una estigmatització de la llengua catalana que és vista per les elits culturals —amb autors com Antoni Puigblanch o Antoni de Capamany— com una «llengua provincial» al mateix temps que exaltaven el castellà com a «llengua nacional». Aquests autors consideraven que era necessari d'abandonar el català «idioma provincial, muerto hoy para la república de las letras», ja que qui ho faci «quedará privado de las luces». En altres paraules, la Il·lustració no podia ser en català. De fet, aquesta concepció de les llengües és un reflex de la ideologia lingüística, que cristal·litzà després de la Revolució Francesa, basada en un projecte de construcció de «llengua nacional». Aquesta presentarà les llengües dites «nacionals» (castellà i francès) com a idiomes associats al progrés econòmic i moral en contraposició de la resta de llengües representen la «foscor» i el «fanatisme» de l'antic règim i, per consegüent, han de ser anihilades.
Alguns dels altres autors destacables d'aquesta època són els valencians Joan Collado —amb Poesies valencianes— i Joan Baptista Escorigüela —amb L'Àngel de l'apocalipsi—; el català Agustí Eura —amb Parafràstica versió de les cartes ovidianes de Safo a Faon—; el mallorquí Guillem Roca —autor de diverses faules—; o el menorquí, ja esmentat, Antoni Febrer, conegut com a gramàtic però també autor de literatura com una recreació poètica de Stabat Mater dolorosa. A més, a València es reeditaran diverses obres dels segles xv i xvi que mantindran viu el llegat de la literatura produïda durant el segle d'or com Verger de la Santíssima Verge Maria i Història i vida de Santa Caterina de Sena de Miquel Péreç, L'espill de Jaume Roig o L'espill de ben viure de Jaume Montanyés. Pel que fa a la prosa al País Valencià, destaca Rondalla de rondalles de Lluís Galiana, interessant sobretot pels modismes, dialectalismes i vulgarismes que mostren com era el valencià col·loquial de l'època.

#### ElCalaix de sastredel baró de Maldà
En català ens han arribat diversos textos com ara epistolaris, narracions privades i dietaris que reflecteixen la mentalitat de l'època. Una mostra d'això és el Calaix de sastre de Rafael d'Amat i de Cortada, conegut popularment com a baró de Maldà, un autor que se situava al pol oposat dels il·lustrats amb una literatura de tipus costumista. El Calaix de sastre és un dietari escrit pràcticament ininterrompudament durant quaranta-set anys amb gairebé setanta-cinc volums manuscrits. L'obra conté la narració dels seus viatges i excursions i inclou la descripció dels pobles i ciutats, les tradicions, costums i festes populars i religioses, esdeveniments polítics i socials de l'època, informació gastronòmica del moment, etc. En resum, es tracta d'una obra que ha esdevingut una font preciosa sobre la vida de la Barcelona i la Catalunya del segle xviii.

#### La tragèdia neoclàssica: Joan Ramis i Ramis

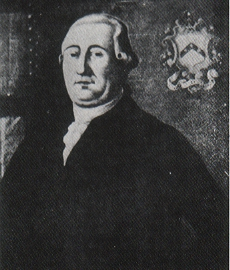
Joan Ramis (Maó, 1746–1819)

El màxim representant de la Il·lustració en les lletres catalanes és, sens dubte, el menorquí Joan Ramis i Ramis (1746–1819) per la seva producció dramàtica entre els quals destaca la seva obra Lucrècia. Aquest autor s'ha d'entendre en un context cultural molt concret: l'illa de Menorca sota dominació britànica. En aquesta època, Menorca és l'únic punt dels territoris de parla catalana que no formà part del domini borbònic, ja que la major part del segle formà part de l'imperi Britànic (excepte algun interval de domini francès). Les autoritats britàniques eren permissives amb l'ús de la llengua catalana, un fet que, juntament amb l'emergència econòmica pel comerç europeu, i la formació de la burgesia comerciant a universitats europees, va permetre la introducció dels postulats il·lustrats a l'illa i la formació d'un nucli cultural en llengua catalana important. Joan Ramis impulsà la Societat Maonesa, una associació, a la qual s'afegiren Antoni Febrer i Cardona —gramàtic, traductor i humanista— i Vicenç Albertí i Vidal, traductor i adaptador de peces teatrals espanyoles, franceses i italianes al català. Tots tres són els principals representants d'aquest impuls cultural a la isolada i perifèrica Menorca.

#### La literatura popular
La literatura d'aquest període presenta una polaritat molt marcada entre les diverses formes de literatura culta produïda per les minories lletrades i la literatura popular produïda per la majoria analfabeta. Aquestes classes populars que representaven el voltant del 90% de la població, per la qual el català era l'única llengua de comunicació, produïa literatura bàsicament de transmissió oral, mentre que, les elits del país que tenien el català com a llengua materna (i l'empraven de manera privada) van assumir l'statu quo diglòssic i produïren la cultura escrita en castellà (o en francès).
La literatura popular és una literatura de transmissió oral que manté gèneres populars i tradicionals, amb una accentuació dels valors tradicionals. Aquests gèneres populars són molt variats i oscil·len entre els de temàtica religiosa —com els goigs, les nadales i les cançons religioses— i els profans —com les cançons de bandolers i lladres de camí real, les corrandes (follies, cobles i gloses), les cançons de panderos, dels pasquins i jeroglífics, etc.— que tenen sovint un to líric, humorístic o satíric. Al País Valencià hi trobem les auques, els romanços, els «milacres», les rondalles i els col·loquis.

## Literatura contemporània

### Renaixença

#### A Catalunya
La Renaixença és el nom donat al moviment de recuperació de la llengua, literatura i cultura catalanes que s'inicià al Principat a la primera meitat del segle xix i amb el qual s'obre el període contemporani de la literatura catalana. Va coincidir, més o menys, amb la segona part i esclat del romanticisme a Europa. Aquest moviment s'emmarca dins del romanticisme i en un context en què, amb la Revolució Industrial, la burgesia autòctona té la voluntat d'afirmar la personalitat autònoma de Catalunya a l'àmbit cultural. Per aquest motiu, els autors de la Renaixença, recuperaran la llengua catalana literària després del període de la «decadència» per tal d'edificar una literatura nacional.

Cal tenir present que el model interpretatiu de la Renaixença va ser creat pels mateixos autors del moviment. De fet, el mateix terme «renaixença» (o també altres sinònims com «resurrecció», «restabliment», «restauració», «ressorgiment», «resurrecció», etc.) ens mostra la seva voluntat de construir un discurs de ruptura amb el passat. Al mateix temps es construeix el concepte de «decadència» per referir-se a la literatura de l'època moderna, és un concepte que complementa, sosté i justifica la «renaixença». Aquesta idea de ruptura ha estat relativitzada per Albert Rossich que ha plantejat que encara existia una tradició literària en català viva.

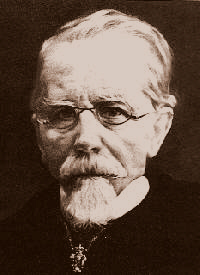
Joaquim Rubió i Ors.

Totes aquestes idees són presents al pròleg del recull de poesies de Joaquim Rubió i Ors publicat el 1841 sota el pseudònim de Lo gaiter del Llobregat. Un text que ha estat considerat per molts un manifest de la Renaixença:
| «                                                | Catalunya fou per espay de dos segles la mestra en lletras dels demes pobles; ¿perqué puix no pot deixar de fer lo humiliant paper de deixeble ó imitadora, creantse una lliteratura própia y á part de la castellana? ¿Perqué no pot restablir sos jochs florals y sa acadèmia del gay saber, y tornar á sorprèndrer al mon ab sas tensons, sos cants de amor, sos sirventesos y sas aubadas? Un petit esfors li bastaria pera reconquistar la importancia lliteraria de que gosá en altres épocas, y si Deu permetés que aqueixa idea se realisás algun dia, y que los genis catalans despenjassen las arpas dels trobadors que han estat per tant temps olvidadas[.] | » |
| — Joaquim Rubió i Ors, «Pròleg», Poesies (1841). | |   |

Tradicionalment, hom marca l'inici d'aquest període amb la publicació el 1833, en el periòdic «El Vapor», de La Pàtria de Bonaventura Carles Aribau, un text que condensa algunes de les idees que s'aniran repetint en altres textos com la necessitat de recuperar la llengua catalana literària:
| «                                      | […] Muyra, muyra l'ingrat que al sonar en sos llabis Per estranya regió l'accent natiu, no plora; Que al pensar en sos llars no s'consum ni s'anyora, Ni cull del mur sagrat las liras dels seus avis. […] | » |
| — Bonaventura Carles Aribau, La pàtria | |   |

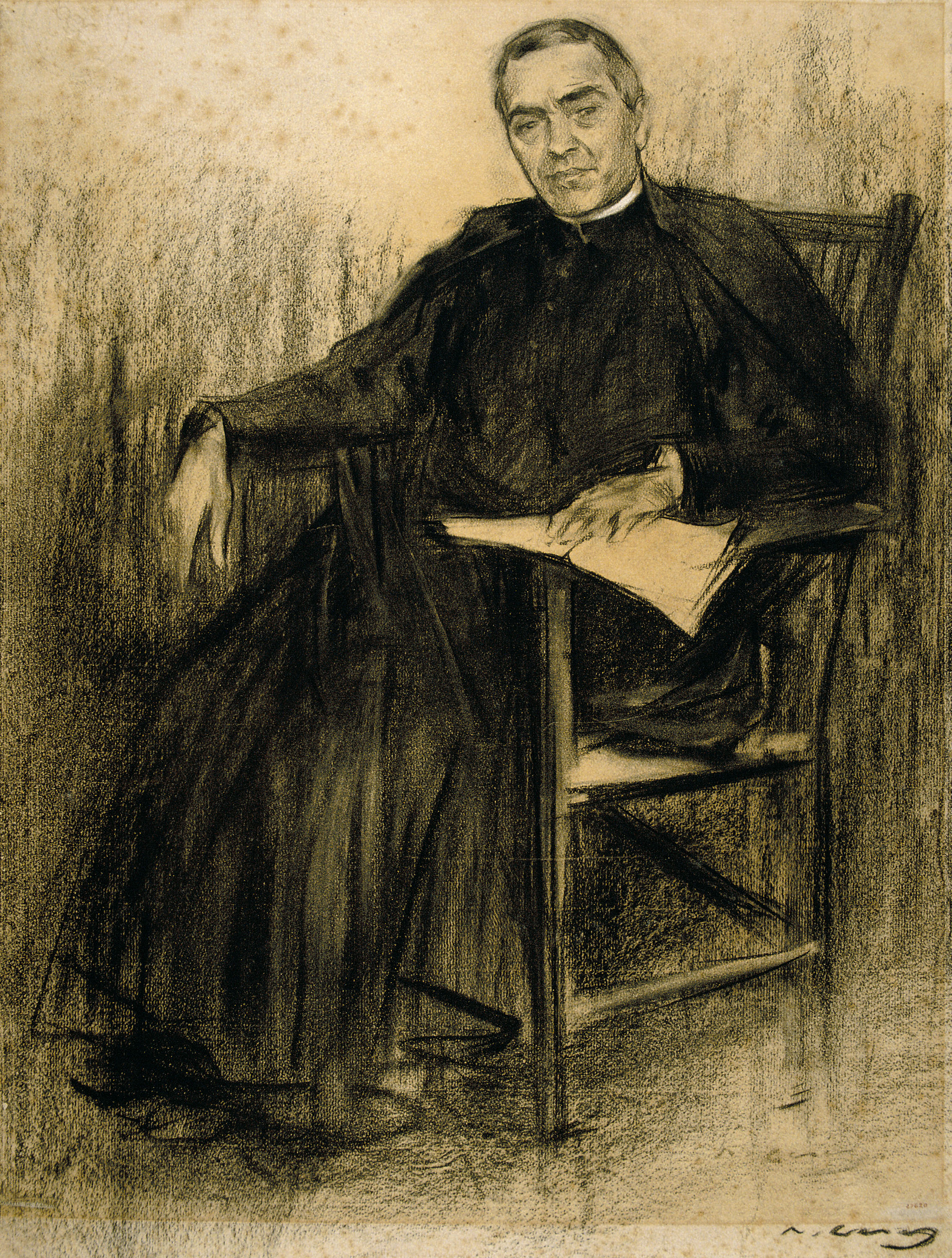
Retrat de Jacint Verdaguer fet per Ramon Casas.

Tanmateix, aquest moviment és el resultat d'un llarg procés de recuperació i interès per la llengua i literatura pròpia iniciat els segles anteriors i molt present en alguns il·lustrats del segle xviii com Fèlix Amat, Josep Pau Ballot, Antoni de Capmany o Josep Climent. A principis del segle xix, el Romanticisme afavorí l'interès per la història i el passat medieval a Europa. Això feu créixer la consciència de la pèrdua del prestigi que havia patit la llengua catalana i la vitalitat de la literatura en comparació amb l'esplendor de la literatura catalana medieval. Aquesta idea serà present en l'obra —en la major part dels casos escrita en castellà— d'autors com Antoni Puigblanch, Pròsper de Bofarull, Fèlix Torres Amat, Bergnes de las Casas, López Soler o Aribau.

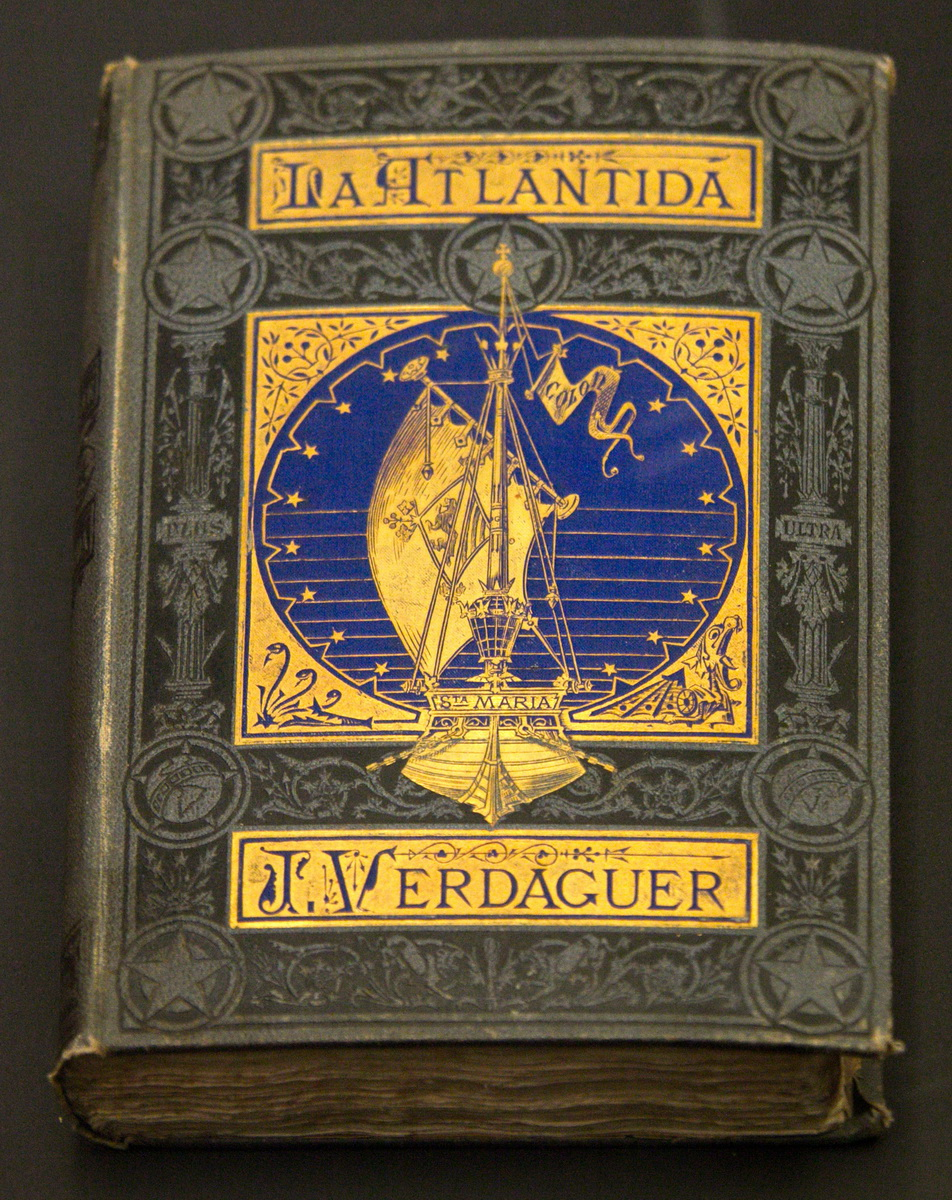
L'Atlàntida de Jacint Verdaguer. Edició de 1878 conservada al Museu Diocesà de Barcelona. Portada de Lluís Domènech i Muntaner.

El 1859 es van restaurar els Jocs Florals, un antic certamen literari medieval, que van donar una gran projecció popular al moviment. Aquesta fundació era estèticament i ideològicament conservadora, però idiomàticament i socialment va ajudar a difondre la cultura dins els medis populars, sobretot rurals, i la situació canvià radicalment. Comptaren amb el prestigi d'un reconeixement públic notable, i si bé començaren a Barcelona, foren reproduïts en molts altres indrets del país i prengueren el caràcter d'òrgan suprem de la Renaixença. Va ajudar a fer sorgir un nombre molt considerable d'autors, molt sovint procedents de la petita burgesia urbana i dedicats gairebé exclusivament a la poesia, entre els que en foren els capdavanters Antoni de Bofarull i Víctor Balaguer. Alguns dels autors més rellevants que van participar-hi foren Jacint Verdaguer amb el seu poema L’Atlàntida o Àngel Guimerà guardonat per la seva obra poètica, però que es faria famós sobretot per la seva obra dramàtica per obres com Terra Baixa o Mar i cel. Alguns autors com Joan-Lluís Marfany han plantejat que la Renaixença i els Jocs Florals no modifiquen l'estatus del català com a llengua subalterna i el doten només d'un valor simbòlic i decoratiu, que en cap cas no qüestiona la situació diglòssica. Altres autors del moviment foren Marià Aguiló, Joan Cortada, Manuel Milà i Fontanals, Pau Piferrer i Joaquim Rubió i Ors.

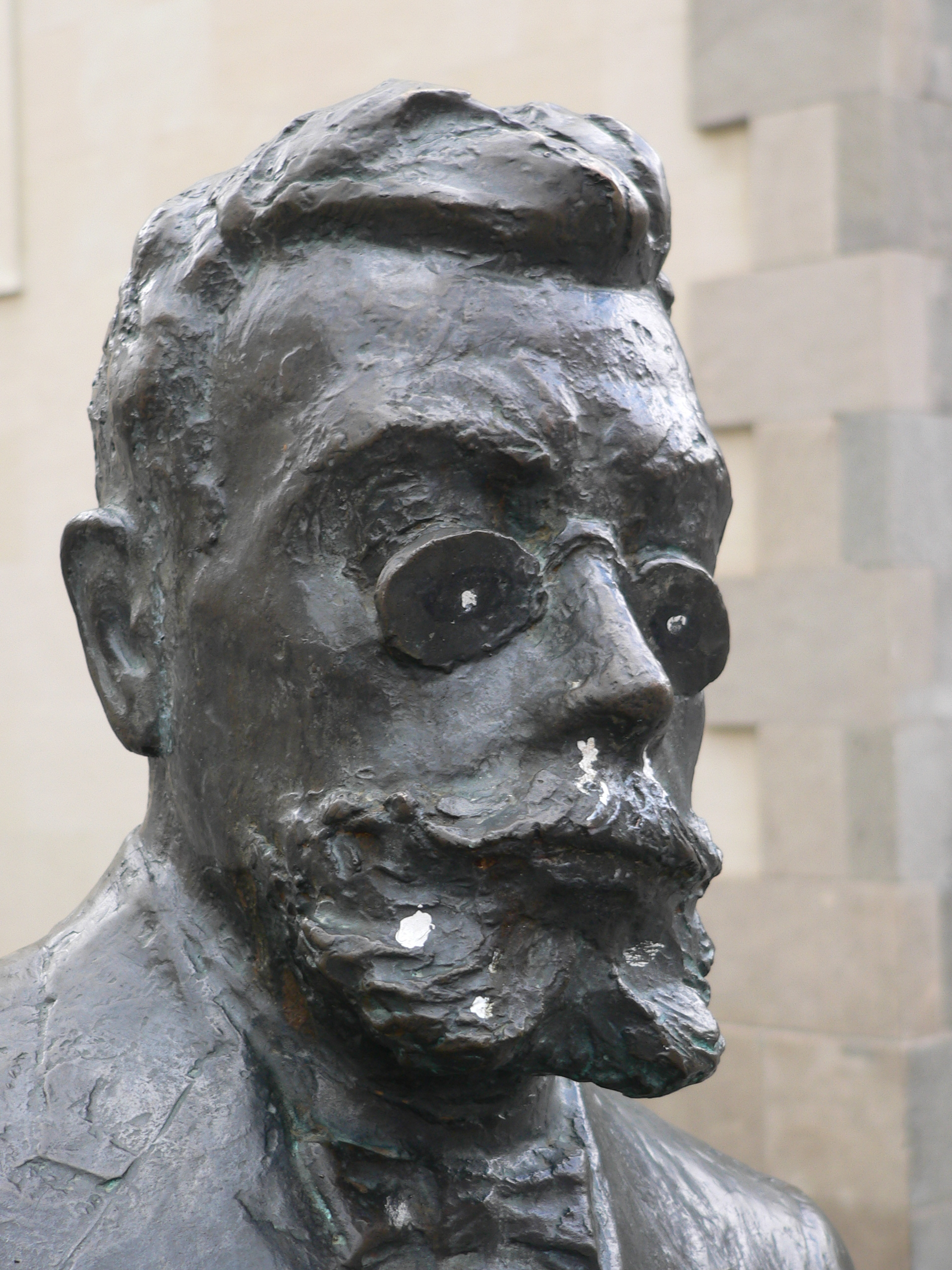
Àngel Guimerà

A banda dels Jocs Florals, es van recuperar altres institucions com la Universitat de Barcelona l'any 1835 (clausurada el 1714 per Felip V) o l'Acadèmia de les Bones Lletres. Tanmateix, arran d'un caràcter més aviat conservador, el moviment, per altra banda, gairebé no afectà la literatura popular que s'havia anat produint en català gairebé sense interrupció durant l'edat moderna. En aquest sentit, la Renaixença fou vist amb recel pels seus autors més vinculats a la tradició popular com Abdó Terrades, Anselm Clavé o Frederic Soler, que sovint es caracteritzaven per uns posicionaments polítics més radicals que contrastaven amb el conservadorisme propi dels autors renaixencistes. Tanmateix, la Renaixença acabà generant un sentiment popular de recuperació de la cultura catalana en les diverses classes socials i no només entre la burgesia. Així doncs, en aquest sentit es pot destacar els cors d'Anselm Clavé que bastiren una xarxa de corals arreu del territori o entitats com l'Ateneu Català de la Classe Obrera, una organització que tenia com a objectiu l'alfabetització i l'educació de les classes populars. En definitiva, un seguit d'organitzacions que s'encarregaren de la difusió del catalanisme popular.
Amb l'arribada del realisme, el nou corrent estètic dominant a Europa cap a la dècada de 1870, hom considera acabada la Renaixença catalana. Tanmateix, l'empremta d'aquest moviment influirà enormement a autors com ara Narcís Oller, autor de novel·les com La Bogeria o La febre d’or.

#### Al País Valencià

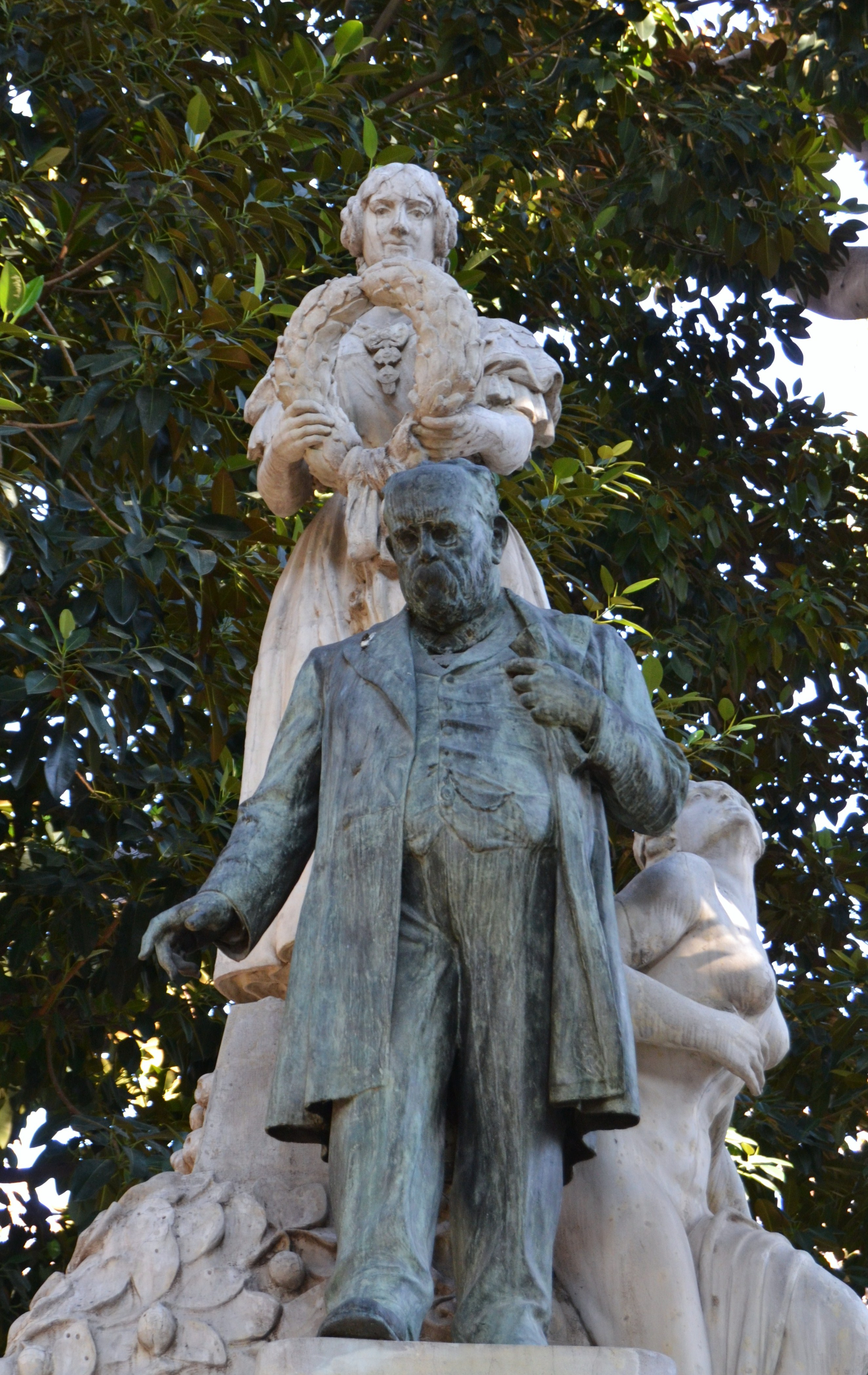
Estàtua de Teodor Llorente, València.

Al País Valencià del segle xix també hi sorgeix una voluntat de recuperar la llengua pròpia com a llengua literària i de cultura. En paraules de Joan Fuster, la Renaixença valenciana, Joan Fuster, destacà pel seu Felibritge, és a dir, que tingué només una dimensió literària i cultural sense aspiracions ni reivindicacions polítiques, ni lingüístiques ni nacionals. A més, tot i que Fuster considerà la literatura valenciana com una «cultura satèl·lit» respecte de la castellana, el de Sueca acaba considerant que gràcies a aquests autors que feren l'esforç d'emprar el valencià, avui hi ha poetes com ell que poden escriure en la seva llengua.
Hi ha hagut discussió sobre si cal considerar la Renaixença valenciana com un resultat del procés de recuperació de la llengua culta al Principat o com un moviment nascut de manera autònoma. En aquest sentit, Vicent Simbor planteja que es tracta d'un moviment autòcton, atès que es poden trobar antologies i reivindicacions de la llengua al llarg del segle xviii (Joan Baptista Escorigüela, Manuel Joaquim Sanelo o Marc Antoni d'Orellana). Així doncs, l'origen d'aquest moviment segons Sanchis Guarner el trobaríem en la influència que tingué Marià Aguiló i Fuster com a cap de la biblioteca universitària sobre Teodor Llorente i Vicent Wenceslau Querol.
Quant als autors, es pot distingir entre un grup més conservador, caracteritzat pel seu apoliticisme (semblant al Felibritge occità) liderat per Teodor Llorente, seguit per Vicent Wenceslau Querol, Jacint Labaila, Rafael Ferrer i Bigné i Fèlix Pizcueta. Aquest sector més conservador controlava periòdics com «La Opinión» i «Las Provincias». En contraposició a aquest sector, hi hagué un grup més progressia liderat per Constantí Llombart, fundador de la revista «Lo Rat-Penat» al voltant de la qual s'hi agruparen personalitats com Josep M. Puig Torralva, Josep Bodria i Roig, Josep Francesc Sanmartín i Aguirre, Antoni Palanca i Hueso, Víctor Iranzo i Simon, Lluís Cebrián Mezquita, Francesc Barber i Bas i Ramon Andrés Cabrelles.

#### A Mallorca
A l'illa de Mallorca es creà la Societat Econòmica Mallorquina d'Amics del País (SEMAP), una associació cultural creada en el context de l'anomenat reformisme borbònic. Fou una associació que aplegà intel·lectuals com Jaume Pujol, Pere Andreu, Miquel Moragues, Antoni Furió o Joaquim Maria Bover, que tot i que serví d'impuls cultural, en cap cas no va reivindicar l'ús del català com a llengua literària. Qui sí que ho feu fou Joan Josep Amengual i Reus qui empra el català per escriure textos polítics, poesia i al mateix temps també confegí un diccionari i publicà una Gramàtica de la lengua mallorquina (1835). No se'l pot considerar un renaixentista, però tampoc no participà en el projecte elitista i castellanitzador de la SEMAP. En aquest context en què la cultura estava fortament castellanitzada, hi trobem alguns autors com Tomàs Aguiló i Cortès, que escrigué Rondaia de rondaies (1815) les Fàbules en vers mallorquí (1846) o un entremès en vers Més perd l'avariciós que l'abundós (1851).

### Modernisme
A les darreries del segle xix, en contraposició a la pervivència anacrònica de les formes romàntiques a remolc, primordialment, de l'àmbit floralesc, s'endegà un procés de renovació artística que abastà el conjunt de totes les modalitats artístiques (especialment l'arquitectura i la literatura). Alguns han marcat l'inici del moviment modernista el 1893 amb l'anomenada Segona Festa Modernista de Sitges, atès que és una mostra d'un sentiment de pertinença a un col·lectiu que comparteix un mateix afany renovador.

Aquesta voluntat renovadora i modernitzadora del moviment queda reflectida en un article de Jaume Brossa, titulat «Viure del passat», publicat a la revista L'avenç l'any 1892. Brossa planteja que la Renaixença ha quedat esgotada i cal superar l'estètica romàntica i acostar-se als diversos corrents estètics europeus:
| «                                                  | Si fóssim francs i sencers, hauríem de reconèixer que el renaixement literari ja es va oblidant un immens bagatge que abans ens havia complagut i que ara veiem que és fullaraca. L'excessiu culte al passat que s'apoderà del regionalisme esterilitza tota concepció moderna, convertint el catalanisme literari en una resurrecció arqueològica. […] A èpoques noves, formes d'art noves. El fonament de la cultura d'una generació té que reposar sobre lo bo de l'anterior; mes, si aquesta porta un patrimoni dolent, és preferible menysprear-lo, no fer-ne cas i començar foc nou. Si Catalunya vol seguir el camí que li correspon, deu agafar nous procediments en la creació de l'obra d'art, procediments que estiguen en consonància amb el medi que la volti, procurant influir sobre d'ell per millorar-lo. | » |
| — Jaume Brossa, «Viure del passat», L'Avenç, 1892. | |   |

En aquest sentit, cal al·ludir a la rellevància de la tasca feta pel grup de L'Avenç, publicació per la qual, entre el 1881i el 1893, circulà en gran manera la càrrega ideològica del modernisme. La revista va atraure escriptors naturalistes com Josep Yxart, Sardà, Narcís Oller i altres intel·lectuals del món de l'art i la cultura com Raimon Casellas, Jaume Brossa, Alexandre Cortada o Santiago Rusiñol.

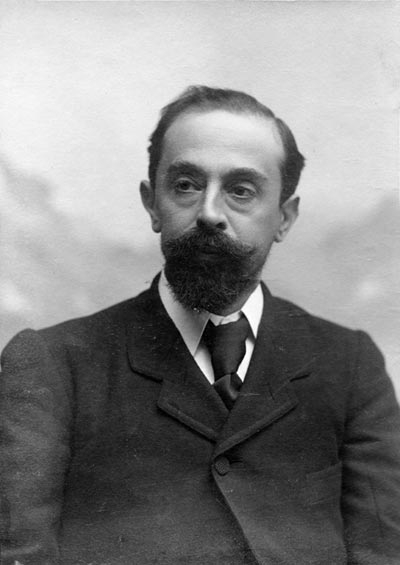
Joan Maragall

Pel que fa a l'expressió poètica, el modernisme destaca per la diversitat d'estètiques (simbolisme, prerafaelitisme, espontaneisme-vitalisme, parnassianisme, classicisme, etc.), tanmateix, el procés d'innovació en l'àmbit poètic restà indestriablement lligat a la trajectòria de Joan Maragall (1860–1911). Maragall fou un poeta burgès compromès amb l'evolució social que, malgrat compondre una poesia retòrica, propugnà la seva «teoria de la paraula viva», defensant l'espontaneïtat, el vitalisme i el sentimentalisme del poeta. Maragall també és important per la traducció d'autors alemanys com Goethe, Novalis, Wagner o Nietzsche i la introducció d'aquests a la literatura catalana. Maragall esdevindrà el primer poeta clàssic del segle xx, atès que va ser capaç de recollir i esmenar la tradició anterior i formulà una reflexió innovadora sobre la poètica pròpia que influirà en autors posteriors.
La renovació teatral arribà de la mà d'Adrià Gual, i assolí nivells qualitatius destacables mercès la dedicació que autors com Santiago Rusiñol (proper als corrents esteticistes), Ignasi Iglésias o Joan Puig i Ferreter (ambdós partidaris d'una funcionalitat social adscrita a la importància estètica de llurs obres) concediren a sengles confeccions teatrals.
Quant a la narrativa, la prosa modernista restà profusament influïda per la temàtica rural; el paisatge, constituent ineludible en tals obres, institueix una força inexorable a la qual hom assigna valors empírics que repercuteixen en el personatge, un individu idealista i solitari que és incomprès pels habitants primitius i endarrerits d'un món rural presentat de mode negatiu. La narrativa modernista infantà obres de gran nivell; mereixen especial esment Raimon Casellas, Víctor Català (autora d'obres com Solitud o Drames rurals), Joaquim Ruyra, Prudenci Bertrana, Josep Pous i Pagès i l'anteriorment apuntat Joan Puig i Ferreter (autor de l'obra teatral anomenada Aigües encantades).

### Noucentisme
En oposició a la ideologia liberal del Modernisme s'engendrà el Noucentisme, un ambiciós moviment de premisses conservadores amb pretensions polítiques i administratives (relacionat amb la Lliga Regionalista d'Enric Prat de la Riba), que regí el panorama cultural català de principis de segle (1906-1923). Els noucentistes predicaven l'obra ben feta, establint com a models literaris els clàssics grecs i llatins. En aquest sentit, cal al·ludir a l'obra de Miquel Costa i Llobera i Joan Alcover, poetes pertanyents a l'Escola Mallorquina, que desenvoluparen llur obra paral·lelament a l'apogeu del Modernisme, si bé plantejaren una concepció de la literatura certament antagònica relativament a aquests, constituint, en conseqüència, un rellevant precedent per al tractat moviment.

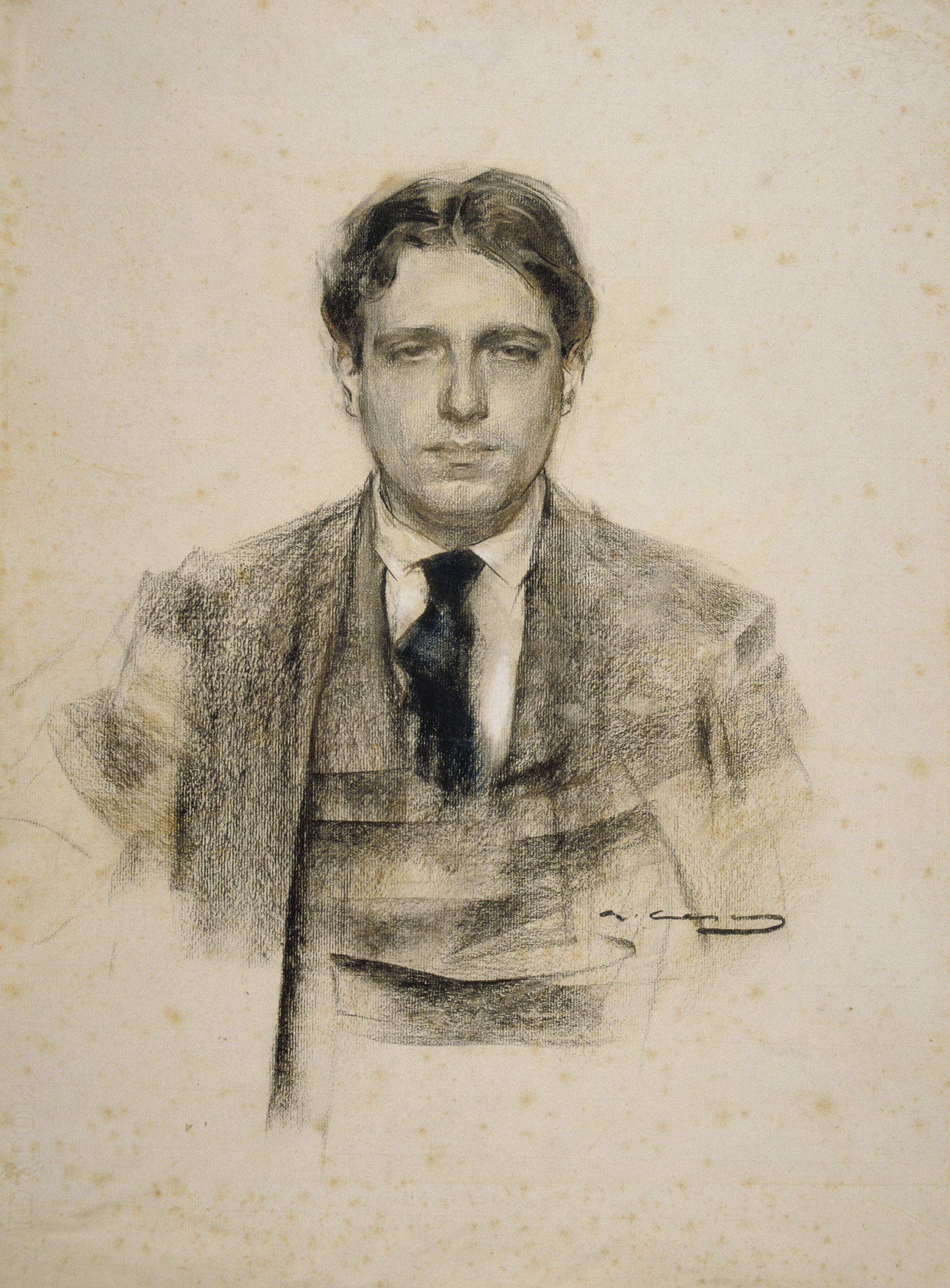
Retrat d'Eugeni d'Ors fet per Ramon Casas.

La poesia fou l'art més conreat pels noucentistes; les obres d'autors com Josep Carner, Guerau de Liost, Josep Maria López-Picó o Maria Antònia Salvà ho acrediten clarament. Llur treball restà presidit per la recerca retòrica i la ufanor del llenguatge; oposada a la poètica modernista, la poesia noucentista treballà, primordialment, l'àmbit retòric i formal de l'escrit.
Eugeni d'Ors constitueix un personatge transcendental dins del moviment estudiat. Ideòleg consumat, compongué narrativa breu i certes novel·les. Del conjunt de la seva obra mereixen esment significatiu les Gloses, publicades al diari La Veu de Catalunya del 1906 ençà. Ensems, cal situar l'esforç i el treball confegit a càrrec de la secció filològica de l'Institut d'Estudis Catalans, amb les figures de Pompeu Fabra i Antoni Maria Alcover al capdavant, quant al procés de normativització lingüística es refereix.

### Les avantguardes

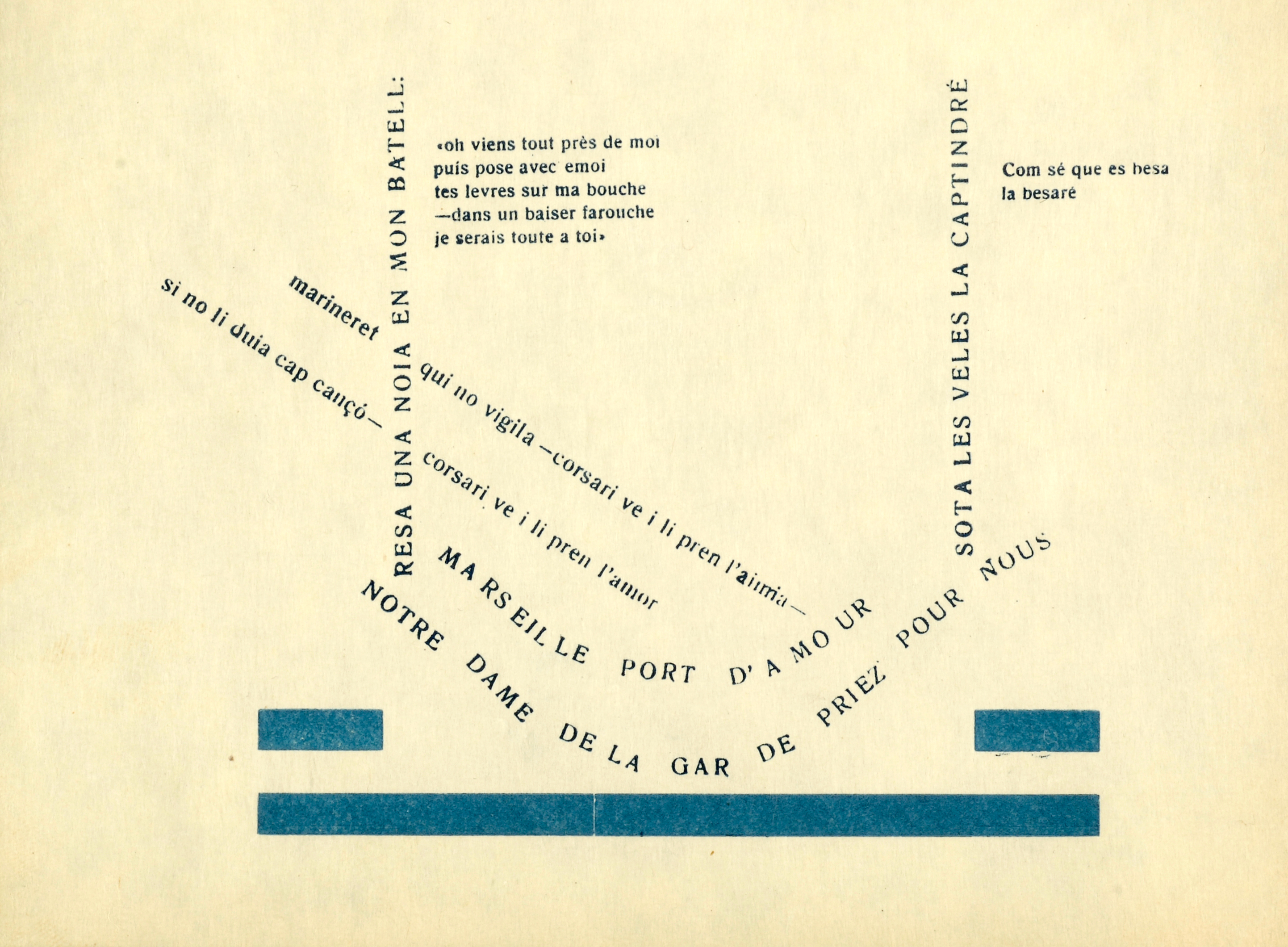
Cal·ligrama de Salvat-Papasseit, 1923

Els diversos moviments d'avantguarda arreu d'Europa —futurisme, cubisme, surrealisme, dadaisme, etc.— es caracteritzen per l'afany de modernització, subversió i ruptura amb la tradició. El desig de renovació i experimentació formal serà constant a través de diverses tècniques noves com el cal·ligrama, les paraules en llibertat, el collage, el desgavellament de la sintaxi o l'ús arbitrari dels signes de puntuació.
La tasca d'europeïtzació i incorporació a la cultura catalana de les diverses tendències europees, duta a terme pel noucentisme, permet l'accés de l'Avantguarda a Catalunya. Tanmateix, l'avantguardisme no es tracta ni d'un moviment cohesionat ni amb continuïtat; sinó que, per contra, es farà present en diversos individus de manera diferent, i sovint de manera aïllada, vacil·lant i transitòria.

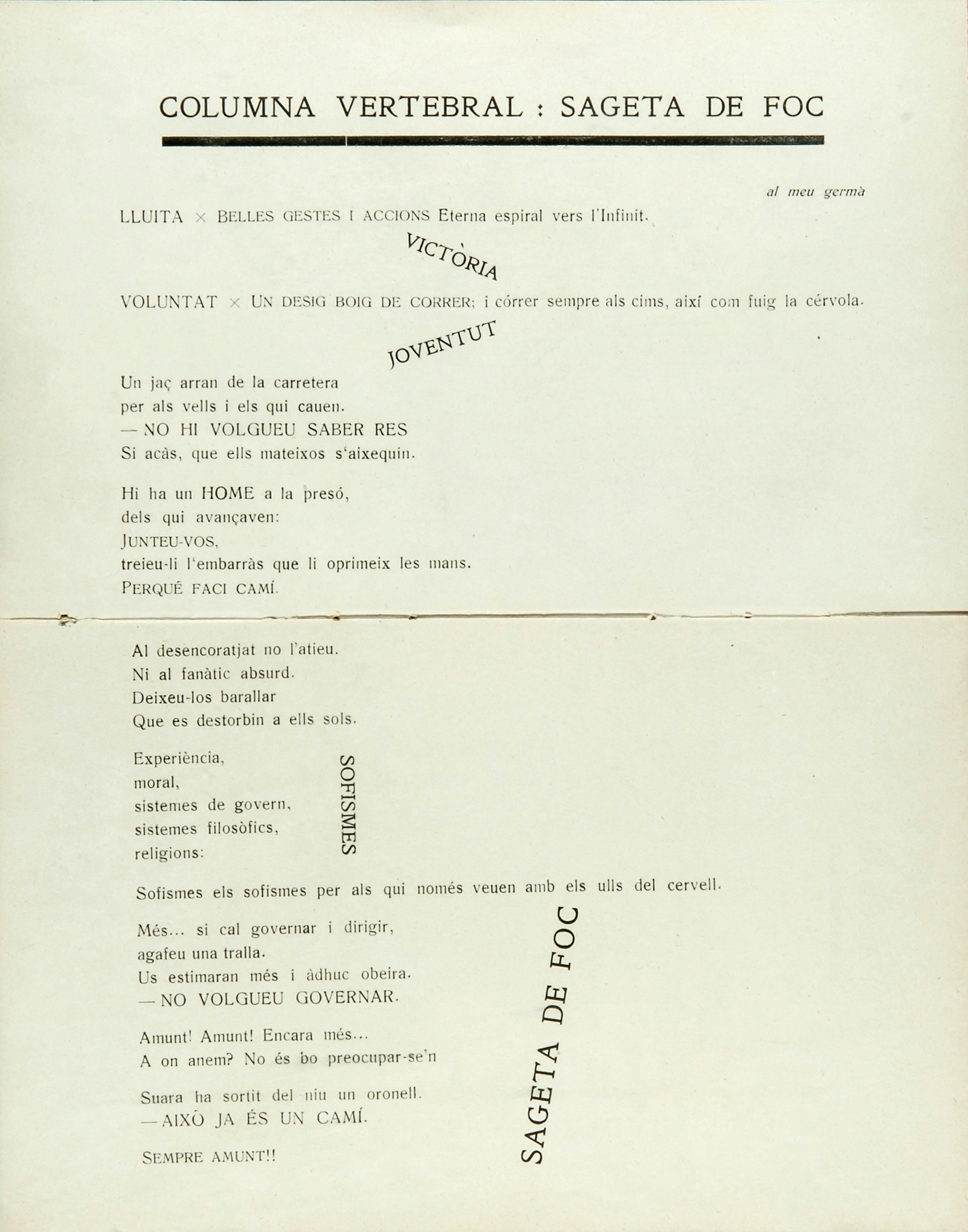
Columna vertebral; sageta de foc (1917) de Joan Salvat-Papasseit.

El 1920, Joan Salvat-Papasseit publicava Contra els poetes amb minúscula. Primer manifest català futurista, un text que explicitava en forma de manifest alguns dels elements presents en el poema «Columna vertebral; sageta de foc» de 1917. Aquest poema és considerat la primera manifestació de l'avantguardisme literari català, tant per la forma de paraules en llibertat com pel contingut que mostrava els ideals nietzscheans de lluita, victòria i joventut. El 1920 el poeta Sebastià Sánchez-Juan publicava sota el pseudònim de David Cristià, el Segon manifest Futurista Català: Contra l'extensió del Tifisme en Literatura, un segon manifest que tot i repetir de manera poc innovadora els postulats de Salvat-Papasseit, és una mostra de la presència de l'avantguardisme entre els intel·lectuals catalans.
El que sí que suposarà un canvi radical en el panorama avantguardista serà la publicació del Manifest Groc per part de Salvador Dalí, Sebastià Gasch i Lluís Montanyà el 1928. Un manifest que suposà l'adscripció dels seus signants cap al Surrealisme i un rebuig taxatiu, i fins i tot violent, contra la cultura establerta i el noucentisme. Aquest serà el document literari més conegut de l'avantguardisme català del moment.
L'avantguardisme a casa nostra es pot dividir principalment en dues etapes: entre 1916 i 1924 que es correspon amb una etapa d'influència futurista, cubista i dadaista; i entre 1924 i 1934 de clara adscripció surrealista. La primera etapa es caracteritza per la dispersió i l'aïllament, per aquest motiu trobarem diverses revistes que serviran per difondre els postulats de les diverses tendències avantguardistes.

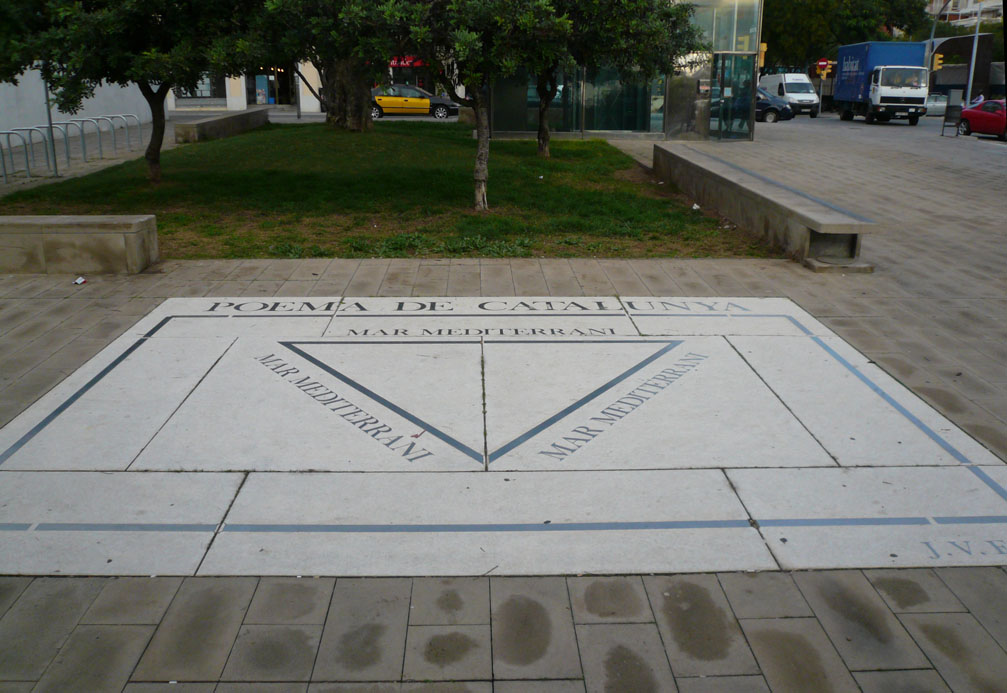
Poema de Catalunya (1920) de J. V. Foix sobre el paviment de la Via Augusta a Sarrià (Barcelona).

El 1916 es crea la revista Troços, dirigida pel poeta Josep Maria Junoy (a partir de 1918 per Josep Vicenç Foix), que introduirà el Cubisme a Catalunya. El mateix any, Francis Picavia fundà 391, una revista amb poca incidència a Catalunya que difondrà la proposta dadaista. Un any més tard s'inaugurà La Revista, una publicació periòdica d'adscripció noucentista, però que donà cabuda a textos futuristes i tindrà com a col·laboradors a Joaquim Folguera i Josep Vicenç Foix. Finalment, Joan Salvat-Papasseit creà revistes com Un enemic del poble: Full de subversió espiritual (1917) o Proa (1921). Amb la mort de Salvat-Papasseit el 1928 comença a canviar la tendència avantguardista cap al Surrealisme. Dalí, Foix, Gasch i Montanyà formaran un grup cohesionat, amb repercussió tant a Espanya com a Europa, i amb la revista L'amic de les arts com a principal instrument de difusió.

### Els anys vint i trenta
El període comprès entre el 1922 i el 1936 és un període que destaca per la vitalitat de la cultura i la literatura catalana. Durant aquesta època es produeixen diversos canvis que culminen el procés de modernització i normalització lingüística iniciat pel Modernisme i el Noucentisme. Així doncs, en aquestes dues dècades del segle xx es produeix consolidació de la literatura catalana com una literatura equiparable a la de grans nacions europees que destaca per la diversificació de les propostes estètiques i ideològiques. En gran manera, aquestes propostes trenquen a la institucionalització del Noucentisme, que és vist com un moviment esgotat.
Durant els anys vint, el context social i econòmic resultant de la Primera Guerra Mundial (1914–1918) acaba trencant amb l'aliança entre la literatura i la política que havia caracteritzat el Noucentisme. Com a reacció al caràcter anticatalanista i repressiu de la dictadura de Primo de Rivera (1923–1930) va augmentar la cohesió social en contra de les prohibicions i la desarticulació de les institucions creades durant el Noucentisme com la Mancomunitat de Catalunya el 1914. Per consegüent, «l'acció política, ara inviable es desplaça cap a l'esfera de la cultura. Contra aquestes condicions negatives, té lloc un desenvolupament exponencial de la producció i el consum de literatura, paral·lelament a un desplegament editorial i periodístic, que iniciat el segle xix, ara s'amplifica i s'intensifica.» D'altra banda, amb relació amb aquest trencament amb la institucionalització del Noucentisme, es comença a desenvolupar en aquesta època una voluntat dels intel·lectuals de connectar amb el públic, és a dir, de crear propostes atractives que s'adaptin als interessos de la societat.
A partir dels anys trenta, amb la proclamació de la Segona República Espanyola (1931–1939) i la reinstauració de la Generalitat de Catalunya es reprèn el procés d'oficialització i institucionalització de la llengua i la literatura catalanes que s'havia vist estroncat amb la dictadura. Es tracta, però, d'anys convulsos i de disputes ideològiques que donarà lloc a una polarització del panorama literari a imatge de la polarització produïda en la divisió i confrontació de partits de la República. Sensació de crisi global marcada per les conseqüències de la Primera Guerra Mundial i la crisi econòmica derivada del crac de la borsa de Nova York el 1929. Aquesta situació tindrà com a resultat la disminució de la producció i el consum de literatura a casa nostra que contrasta amb la vitalitat dels anys vint.

### Literatura catalana durant el franquisme

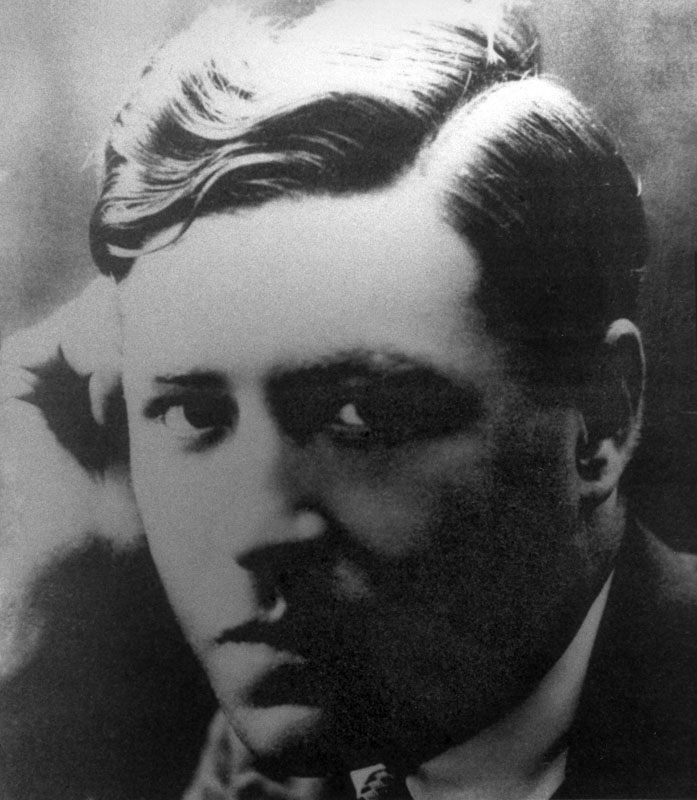
Josep Pla als vint anys.

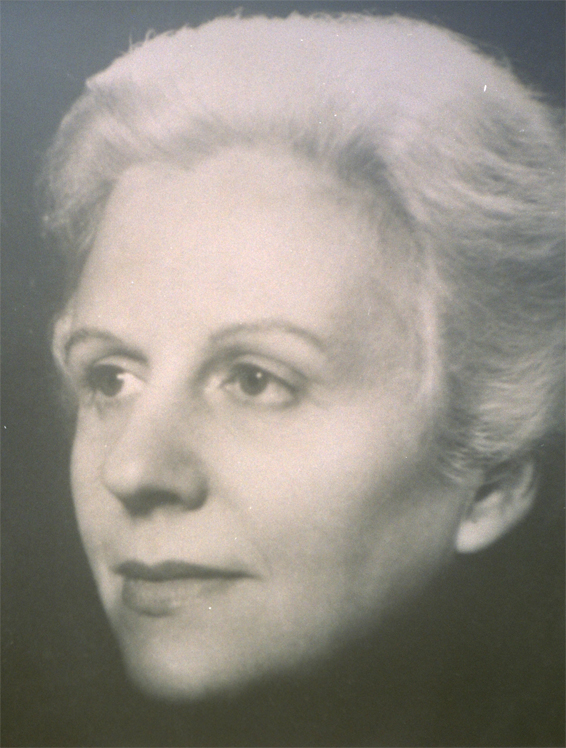
Mercè Rodoreda

L'abolició de l'Estatut d'Autonomia de Catalunya l'any 1938 significà l'inici d'un llarg procés d'espanyolització que intentà posar fi a tota manifestació explícita de la cultura catalana. D'aquesta manera, davant la impossibilitat de manifestar-se en la pròpia llengua, els intel·lectuals catalans optaren per claudicar ideològicament i lingüísticament, continuaren actuant de manera clandestina o bé acabaren exiliant-se.
Els intel·lectuals que decidiren claudicar ideològicament i lingüísticament van haver de decantar-se per una literatura d'expressió espanyola, amb manifestacions derivades de la ideologia dominant, o bé intentant adaptar idees pròpies de la cultura catalana d'abans de la guerra (aquest és el cas de Joan Ramon Masoliver, avantguardista durant els anys vint, que creà la col·lecció «Poesía en la Mano»).
Malgrat això, restaren a Catalunya altres intel·lectuals que es negaren a trencar definitivament amb la llengua i la cultura autòctones. Fou el cas d'aquells que optaren per l'exili interior, és a dir, per actuar en la clandestinitat. S'organitzaren tertúlies literàries, reunions culturals, lectures poètiques, cursos de cultura catalana, etc. amb l'objectiu d'arribar a la joventut i formar així nous escriptors capaços d'evitar el trencament amb la cultura i la llengua catalanes. Tots aquests actes eren celebrats, però, en cercles privats i davant un públic reduït i selecte. També van començar a publicar-se una sèrie de revistes de vital importància, algunes de les quals foren «Poesia» (1944–1945), «Ariel» (1946–1951) i «Dau al Set» (1948–1955). La primera, creada per Palau i Fabre, era de caràcter avantguardista, perquè a més d'un compromís amb la llengua tenia també un clar compromís poètic. La segona, «Ariel», fou ideada per Palau i Fabre, Josep Romeu, Miquel Tarradell, Joan Triadú i Frederic-Pau Verrié. El seu antecedent més clar era «Poesia», i encara que no tenia un programa ideològic totalment unificat, sobrevisqué gràcies a la voluntat comuna de recuperar determinats valors del passat. Es negaren a lamentar-se pel genocidi cultural i d'aquí en sorgí el desig de no aturar-se en el ressentiment i traduir-lo en acció. Volien demostrar que no hi havia hagut ruptura amb el passat, i ho feren recuperant estratègies pedagògiques de la tradició noucentista encarades al futur. És en aquesta revista on podem entreveure clarament les dues tendències del moment: d'una banda, la tendència que defensava el classicisme com a base de la nostra cultura i com a model a seguir; de l'altra, la tendència més avantguardista que defensava l'art modern (Baudelaire, Rimbaud, Mallarmé, etc.). Això no obstant, tant «Poesia» com «Ariel» van saber innovar sense deixar mai de banda la tradició anterior. En darrer lloc, la revista «Dau al Set» va comptar amb la col·laboració d'artistes com Modest Cuixart, Joan Ponç, Antoni Tàpies, Joan Josep Tharrats, Arnau Puig Grau i Joan Brossa que tenien com a objectiu comú connectar amb la tradició avantguardista anterior a 1936, especialment amb el surrealisme.
La majoria dels intel·lectuals catalans que marxaren a l'exili s'establiren a França, excepte aquells que van poder evitar la invasió alemanya marxant a Amèrica, Mèxic i Veneçuela. Tot i haver de renunciar a la pròpia llengua, aquests catalans van poder inserir-se en una infraestructura cultural que els permeté treballar com a professionals en diferents camps (periodisme, món editorial, arts gràfiques). I si alguna cosa tenien en comú aquests exiliats amb els intel·lectuals que s'havien quedat a Catalunya treballant en la clandestinitat, era la voluntat de donar continuïtat a la llengua i la tradició literària catalanes. D'aquesta manera, i malgrat les penúries que hagueren de patir els qui marxaren a l'exili, de seguida sorgiren iniciatives per a dur a terme aquesta continuïtat. L'any 1939 ja es començaren a editar llibres i revistes en català, com per exemple la revista «Catalunya», editada amb l'objectiu de continuar l'obra dels escriptors catalans. «Ressorgiment» i «Germanor» són algunes de les altres revistes que també publicaren a l'exili els intel·lectuals catalans. Amb la mateixa voluntat de continuïtat lingüística i cultural cal destacar també el manteniment dels Jocs Florals de la Llengua Catalana entre 1941 i 1945.
En conclusió podem dir que, a partir de l'any 1939, els intel·lectuals catalans que es mostren reticents al nou ordre polític posen en marxa, sigui des de l'exili o des de la clandestinitat, diferents iniciatives amb una única voluntat comuna: la continuïtat cultural i lingüística.
Autors com Josep Carner, Joan Salvat-Papasseit, Carles Riba, J.V. Foix, Salvador Espriu, Joan Oliver «Pere Quart», Josep Maria de Sagarra, Josep Pla, Mercè Rodoreda, Llorenç Villalonga, Pere Calders, Gabriel Ferrater, Manuel de Pedrolo, Joan Brossa, Jesús Moncada, Quim Monzó, Miquel Martí i Pol han estat alguns dels més reconeguts arreu, amb diferents edicions i traduccions a altres llengües.

### Després del franquisme
A finals del segle xx el crític literari Xavier Bru de Sala considerà que la literatura catalana estava en declivi de qualitat des de la dècada del 1970 per les següents causes: l'acceptació del model de llengua periodístic com a únic vàlid (el qual manca d'agilitat), el positivisme voluntarista a les universitats que allunya la literatura catalana dels catalans, la política editorial de vendre novel·les amb històries situades en qualsevol època excepte l'actualitat i el sotmetiment de la literatura a l'agenda política del catalanisme que tracta més un país imaginat/idealitzat que un país real.
A principis del segle xxi la producció de llibres en català és important tant en quantitat com en qualitat, com a autors de la talla de Julià de Jòdar, Enric Sòria, Jaume Cabré, Núria Perpinyà i Feliu Formosa entre molts altres.

## Escriptors rellevants de la literatura catalana
El Premi d'Honor de les Lletres Catalanes, atorgat des de 1969, és la màxima distinció actual als autors en llengua catalana. Aquests són alguns dels principals autors en llengua catalana; per als primers temps, vegeu també els trobadors catalans,
Segle XIII
- Jaume I
- Ramon Llull
- Pere Ribera de Perpinyà (Pere Ribera de Parpejà)
- Bernat Desclot

Segle XIV
- Arnau de Vilanova
- Ramon Muntaner
- Bernat de So
- Pere el Cerimoniós
- Francesc Eiximenis
- Nicolau de Pachs
- Pere March
- Anselm Turmeda
- Bernat Metge
- Ramon de Perellós
- Antoni Canals
- Andreu Febrer
- Pere de Queralt i de Pinós

Segle XV
- Sant Vicent Ferrer
- Felip de Malla
- Arnau d'Erill
- Gabriel Ferruç
- Gabriel Móger
- Guerau de Massanet
- Joan Basset
- Lluís Pons d'Icart
- Pau de Bellviure
- Francesc de la Via
- Jordi de Sant Jordi
- Arnau March
- Ausiàs March
- Joanot Martorell
- Lleonard de Sors
- Bernat Hug de Rocabertí
- Francesc Ferrer
- Joan Fogassot
- Joan Berenguer de Masdovelles
- Pere Joan de Masdovelles
- Pere Torroella
- Fra Francesc Oliver
- Fra Pero Martines
- Jaume Roig
- Joan Roís de Corella
- Isabel de Villena

Segle XVI
- Cristòfor Despuig
- Pere Serafí
- Pere Antoni Beuter
- Joan Ferrandis d'Herèdia
- Joan Pujol
- Joan Timoneda

Segle XVII
- Vicenç Garcia
- Francesc Fontanella
- Josep Romaguera
- Francesc Mulet
- Jeroni Pujades
- Miquel Ferrando de la Càrcel

Segle XVIII
- Agustí Eura i Martró
- Joan Ramis i Ramis
- Lluís Galiana
- Ignasi Ferreres
- Rafael d'Amat i de Cortada
- Antoni Fiter i Rossell
- Ignasi Plana i Fontana
- Joan Baptista Escorihuela

Segle XIX
- Josep Robrenyo i Tort
- Vicenç Albertí i Vidal
- Bonaventura Carles Aribau
- Jacint Verdaguer i Santaló
- Joaquim Rubió i Ors
- Narcís Oller i Moragas
- Frederic Soler i Hubert
- Àngel Guimerà
- Marià Vayreda
- Joaquim Ruyra i Oms
- Joan Maragall i Gorina
- Caterina Albert i Paradís o Víctor Català
- Raimon Casellas
- Frederic Pujulà i Vallès

Segle XX
- Josep Maria de Sagarra
- Josep Vicenç Foix
- Carles Riba
- Manuel de Pedrolo i Molina
- Joan Alcover i Maspons
- Joan Salvat-Papasseit
- Prudenci Bertrana
- Joan Puig i Ferreter
- Josep Carner
- Miquel Costa i Llobera
- Bartomeu Rosselló-Pòrcel
- Màrius Torres
- Pere Quart
- Josep Pla
- Llorenç Villalonga
- Miquel Llor
- Guerau de Liost
- Marià Manent
- Francesc Puig i Espert
- Joan Vinyoli
- Salvador Espriu i Castelló
- Vicent Andrés Estellés
- Lluís Ferran de Pol
- Carles Soldevila
- Francesc Trabal
- Maria Aurèlia Capmany
- Agustí Bartra
- Joan Fuster
- Mercè Rodoreda
- Pere Calders
- Eugeni d'Ors
- Ramon Folch i Camarasa
- Josep Palau i Fabre
- Gabriel Ferrater
- Carles Fages de Climent
- Teresa Pàmies
- Miquel de Palol i Felip
- Miquel de Palol i Muntanyola
- Joan Perucho
- Ferran Torrent
- Maria Àngels Anglada
- Montserrat Roig
- Maria Mercè Marçal
- Isabel-Clara Simó
- Jesús Moncada
- Jordi Coca
- Quim Monzó
- Aurora Bertrana
- Miquel Martí i Pol
- Julià de Jòdar
- Enric Sòria
- Feliu Formosa
- Joan-Lluís Lluís
- Màrius Sampere
- Joan-Daniel Bezsonoff
- Jaume Cabré
- Enric Lluch i Girbés
- Sergi Pàmies
- Alfred Badia
- Enric Valor
- Joan Francesc Mira
- Joan Brossa
- Maria de la Pau Janer
- Emili Teixidor
- Maria Barbal
- Carme Riera
- Maria Barbal
- Pere Gimferrer

Segle XXI
- Jordi Puntí
- Francesc Serés
- Vicenç Pagès Jordà
- Manuel Baixauli
- Borja Bagunyà
- Víctor García Tur
- Marta Rojals
- Irene Solà
- Josep Pedrals
- Jordi Lara
- Joan Benesiu
- Najat El Hachmi
- Joan Todó
- Pol Guasch